# Emden zur Zeit des Nationalsozialismus

Titelseite der Emder Rhein-Ems-Zeitung vom 31. Januar 1933

Die Seehafenstadt Emden hatte zur Zeit des Nationalsozialismus in mehrfacher Hinsicht eine Sonderstellung innerhalb Ostfrieslands. Während Teile Ostfrieslands eine ausgesprochene Hochburg der NSDAP innerhalb des heutigen Niedersachsens waren (insbesondere die Geestgegenden der Landkreise Aurich und Wittmund), verzeichneten SPD und KPD in Emden noch bei den Reichstags- und Stadtratswahlen im Jahr 1933 überdurchschnittliche Ergebnisse. Dennoch verlief auch in Emden die Gleichschaltung so zügig wie in den anderen ostfriesischen Gemeinden. Bis zu einer großen Verhaftungswelle im Jahr 1937 gab es in Emden einen starken kommunistischen Widerstand gegen den Nationalsozialismus, der vor allem von den Hafenarbeitern ausging. Es bestand in geringerem Umfang auch sozialdemokratische und kirchliche Opposition.
Die Jüdische Gemeinde Emden, die größte Ostfrieslands, existiert seit der Zeit des Nationalsozialismus nicht mehr. Wie anderenorts wurden auch in Emden die Juden diskriminiert, entrechtet, zur Emigration gedrängt oder in den Osten deportiert und dort größtenteils ermordet.
Aufgrund der geografisch exponierten Lage Emdens – keine Seehafenstadt in Deutschland liegt näher an Großbritannien – und aufgrund der Bedeutung des Hafens als Umschlagplatz von Eisenerz für das Ruhrgebiet sowie wegen der Werft Nordseewerke, auf der U-Boote für die Kriegsmarine vom Stapel liefen, ließen die Nationalsozialisten in der kriegswichtigen Stadt eine Vielzahl von Bunkern errichten. Während des Zweiten Weltkriegs gab es ab 1940 mehr als 80 Luftangriffe auf Emden; der schwerste führte am Abend des 6. September 1944 dazu, dass rund 80 Prozent der Innenstadt zerstört wurden.

## Vorgeschichte
In Emden gab es aufgrund der sozioökonomischen Struktur der Stadt in der Weimarer Republik nicht nur eine starke sozialdemokratische Bewegung, auch die Kommunistische Partei war sehr aktiv und erzielte bei Wahlen im Reichsvergleich überdurchschnittliche Ergebnisse. Laut einer Volks- und Berufszählung aus dem Jahr 1925 arbeiteten 37,1 % der Emder Beschäftigten im Bereich Handel und Verkehr, weitere 29,5 % im Bereich Industrie und Handwerk. In der vor dem Ersten Weltkrieg liberalen Hochburg schmolzen nach und nach die Reichstagswahlergebnisse der beiden größten liberalen Parteien DDP und DVP.
Am 11. August 1928 gründete der damals 18-jährige Gymnasiast Johann Menso Folkerts die Ortsgruppe der NSDAP. Blieb sie zunächst bei Wahlen auf lokaler Ebene noch wenig beachtet, so steigerte sich ihr Anteil bei den Wahlen bis 1933 erheblich. Sie folgte damit dem reichsweiten Trend, im ostfriesischen Vergleich allerdings blieb die NSDAP unter ihren Wahlergebnissen.

## Von 1933 bis 1945

### Das Rathaus in den Händen der NSDAP
Bei den Kommunalwahlen am 12. März 1933, eine Woche nach den Reichstagswahlen, setzten sich in Emden die Nationalsozialisten als stärkste Kraft durch. Allerdings musste sich die NSDAP im Vergleich zur Reichstagswahl eine Woche zuvor mit deutlich weniger Stimmen bescheiden, was auf teils öffentlich ausgetragene, personelle Querelen auf lokaler Ebene zurückgeführt wird. Dennoch gewann sie mit 13 Sitzen im Bürgervorsteherkollegium genauso viele Sitze wie SPD (sieben) und KPD (sechs) zusammen. Gemeinsam mit den acht Sitzen, die die DNVP als zweitstärkste Kraft erhielt, verfügte die NSDAP mit der nationalkonservativen Partei über eine komfortable Mehrheit. Liberale Kräfte spielten – wie überall in ihrer ehemaligen Hochburg Ostfriesland – am Ende der Weimarer Republik überhaupt keine Rolle mehr. Die DDP erhielt nur noch einen Sitz. Im Vergleich zur Kommunalwahl 1929 zeigte sich, dass die rechten Parteien vor allem auf Kosten der Liberalen und des CSVD zugelegt hatten: DDP, DVP und CSVD waren fünf Jahre zuvor noch auf zusammen zwölf Sitze gekommen, 1933 war es einer. Die 1929 als Rechtsblock angetretene Verbindung aus DNVP und NSDAP hingegen steigerte die Anzahl ihrer Sitze um 13. Als recht stabil erwiesen sich die Ergebnisse für die Arbeiterparteien: Die Kommunisten lagen unverändert bei sechs Sitzen, die SPD büßte zwei ein und erhielt 1933 noch sieben.
Unmittelbar nach der Wahl gingen die Nationalsozialisten in Emden daran, ihnen nicht genehme in der Zeit der Weimarer Republik ernannte städtische Führungspersönlichkeiten widerrechtlich aus ihren Ämtern zu drängen. Dabei nutzten sie vor allem die städtische Finanzsituation weidlich aus und warfen den Verantwortlichen Korruption vor – ein Vorgang, der sich auch in vielen anderen Städten des Reichs beobachten ließ. Besonders der Bürgermeister und Stadtkämmerer Willi Harding, der Stadtbaurat Reinhold Haasis und der ehrenamtliche Senator der DDP, Georg Frickenstein, wurden zur Zielscheibe der NSDAP. Gegen sie richtete sich eine Diffamierungskampagne, zu deren Unterstützung die NSDAP ausdrücklich die Berufung eines Antikorruptionsbüros im Rathaus durchsetzte. Harding konnte seine Position schließlich nicht mehr halten, als familiäre Verbindungen zu dem (aus Sicht der Nationalsozialisten: obendrein jüdischen) Berliner Bankhaus Jaffa & Levin öffentlich und Vorwürfe der Bestechlichkeit erhoben wurden, für die ihn das Auricher Landgericht im Mai 1934 verurteilte. Harding und Frickenstein waren im Sommer 1933 zeitweilig inhaftiert. Als am 14. Juli 1933 alle Parteien in Deutschland verboten waren und die Nationalsozialisten allein im Bürgervorsteherkollegium der Stadt Emden saßen, hielt der NSDAP-Kreisleiter Jann de Boer im Bürgervorsteherkollegium der Stadt Emden eine Rede, in der er einen am Führerprinzip ausgerichteten, kompromisslosen und im Zweifel gewaltsamen Umbau der Verwaltung ankündigte.

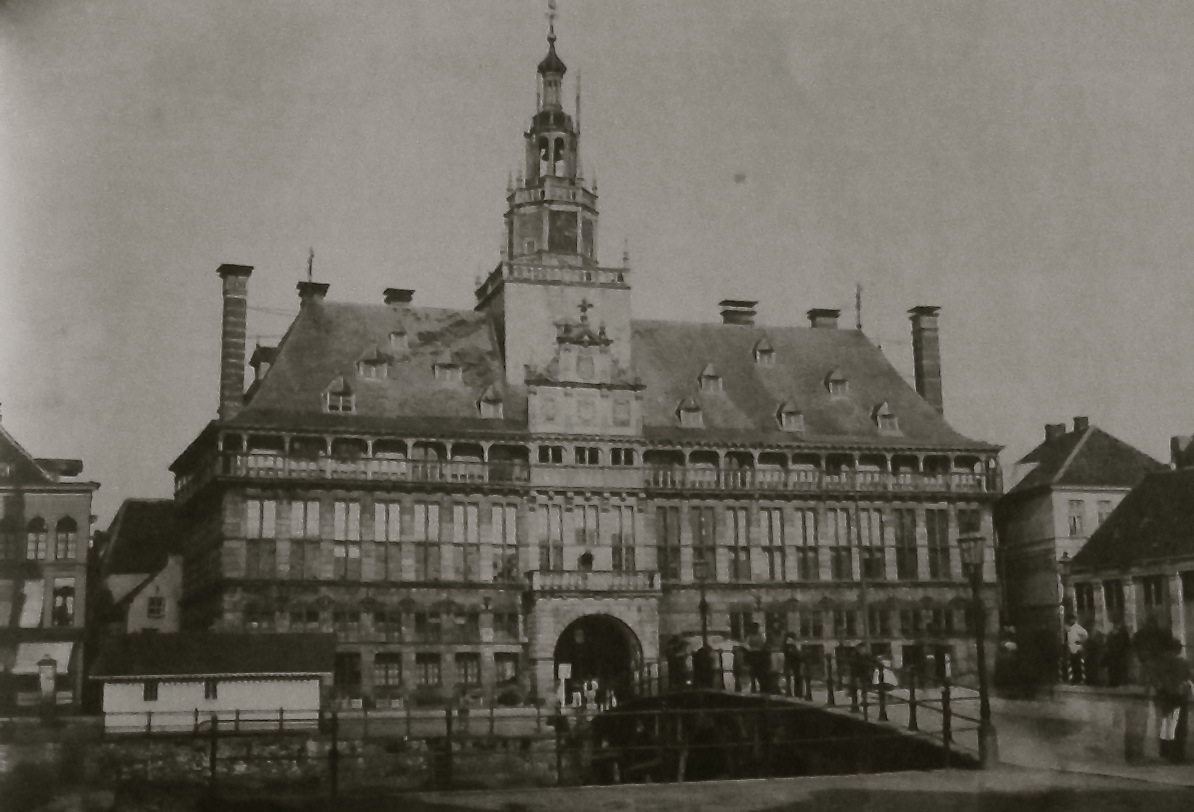
Das Emder Rathaus vor seiner Zerstörung im Zweiten Weltkrieg

Zu einer Gewaltaktion kam es fast genau drei Monate später. Emdens seit 1913 amtierendem Oberbürgermeister Wilhelm Mützelburg war in der sogenannten „Korruptionsaffäre“ juristisch nichts anzulasten gewesen. Daher war es für die Nationalsozialisten nicht so einfach, einen Vorwand zu finden, um Mützelburg abzusetzen, den sie als Vertreter der „Systemzeit“ ansahen, und damit „die lokale Machtergreifung (…) zum Abschluß zu bringen“. Einem Antrag auf Absetzung unter Hinweis auf das Gesetz zur Wiederherstellung des Berufsbeamtentums mochte sich der Auricher Regierungspräsident Gustav Bansi im August 1933 nicht anschließen und empfahl, Mützelburg entweder in Pension zu schicken, was man sich aber „bei der finanziellen Lage der Stadt (…) doch sehr genau überlegen müsse“, oder ihm einen tatkräftigen zweiten Bürgermeister zur Seite zu stellen, der sich insbesondere um die Polizeiaufsicht kümmern solle. Der Oberbürgermeister blieb daher zunächst weiter im Amt. Bansis in jenen Tagen mutiges Verhalten wurde im September 1933 durch die Außerdienststellung Bansis durch den Innenminister von Preußen Hermann Göring beantwortet. Danach hatten die Nationalsozialisten in Emden freie Bahn. Am 16. Oktober 1933 wurde der 57-jährige Mützelburg nach einer Auseinandersetzung mit dem nunmehr amtierenden 24-jährigen NSDAP-Kreisleiter Johann Menso Folkerts von einer etwa 20-köpfigen Gruppe von Nationalsozialisten aus seinem Büro gezerrt, zwangsweise durch die Stadt getrieben und misshandelt. Mützelburg ließ sich daraufhin „krankschreiben“ und wurde beurlaubt. Kommissarisch wurde der altgediente NSDAP-Angehörige Paul Hinkler, seit Ende März 1933 Polizeipräsident von Altona, mit den Amtsgeschäften betraut, ehe im November 1933 der aus Bad Bramstedt stammende Jurist und NSDAP-Angehörige Hermann Maas als Oberbürgermeister nachfolgte.
Die schon vor der „Machtübernahme“ bestehenden „personellen Querelen“ innerhalb der Emder NSDAP fanden auch nach März 1933 ihren Niederschlag. Besonders die Position des Kreisleiters wechselte mehrfach. 1932 hatte Folkerts dieses Amt inne, er wurde aber Anfang 1933 von Jann de Boer abgelöst. Dieser gab das Amt aber im September wieder an Folkerts ab, möglicherweise weil Gerüchte über eine frühere Mitgliedschaft de Boers bei der Freimaurerloge Johannis in Emden aufgetaucht waren. Mit einer Unterbrechung, die auf die Umstände um Mützelburgs Misshandlung zurückzuführen waren, blieb Folkerts bis Ende Juli 1938 Kreisleiter. Diesen Posten musste er möglicherweise deshalb aufgeben, weil er sich weigerte, aus der Kirche auszutreten. Danach wechselte das Amt des Kreisleiters noch sechsmal, vor allem zwischen den Kreisleitern Bernhard Horstmann und Lenhard Everwien. Die Animositäten auf lokaler Ebene, besonders mit Folkerts, werden auch als Grund genannt, warum Oberbürgermeister Hermann Maas aus Emden fortgehen musste. 1937 kam es zu einem Ringtausch der Oberbürgermeister von Emden, Delmenhorst und Wilhelmshaven: Maas ging nach Delmenhorst, der dortige Bürgermeister Wilhelm Müller nach Wilhelmshaven und dessen OB Carl Heinrich Renken nach Emden. Insgesamt wird die komplette ostfriesische Parteielite jener Tage als „doch sehr blaß“ beschrieben. Folkerts profitierte innerhalb dieser Parteielite in den Anfangsjahren der NS-Herrschaft von der Protektion durch den NS-Gauleiter Carl Röver.
Wie auch in vielen anderen Orten Deutschlands gehörten symbolische Akte wie Straßenumbenennungen zu den frühen politischen Maßnahmen der neuen Machthaber. Umbenannt wurden vor allem Straßen, die zuvor Namen von Politikern getragen hatten, die den Nationalsozialisten missliebig waren. Aber auch traditionsreiche Straßennamen wurden von den Nationalsozialisten geändert. Bereits im März 1933 wurden die Friedrich-Ebert-Straße (1928 gewidmet) in Blücherstraße und Horst-Wessel-Straße umbenannt (heute wieder Friedrich-Ebert-Straße), die Walther-Rathenau-Straße (1928 gewidmet) in Philosophenweg rückbenannt und die Judenstraße in Webergildestraße umbenannt (seit 1998 Max-Windmüller-Straße). Nach Adolf Hitler wurde die Auricher Straße benannt. Weitere Umbenennungen folgten in den Jahren darauf, unter anderem hieß die Große Straße im Stadtzentrum seit dem Tag der Novemberpogrome 1938 Straße der SA (heute wieder Große Straße). Zu seinem Geburtstag am 20. April 1933 verlieh die Stadt Adolf Hitler die Ehrenbürgerschaft. Erst am 10. Mai 2007 entzog der Rat der Stadt Hitler symbolisch diese Würde. Laut Landesgemeindeordnung erlosch der Ehrentitel jedoch schon mit dem Tod seines Trägers.

### Gleichschaltung

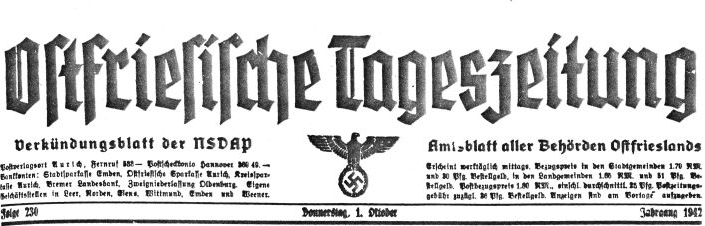
Ostfriesische Tageszeitung: Das NSDAP-Organ erschien als einzige Zeitung Emdens durchgängig von 1933 bis 1945.

Die Presselandschaft in Emden bestand Anfang 1933 aus vier Tageszeitungen: der als linksliberal geltenden Rhein-Ems-Zeitung (heutiger Name: Emder Zeitung), der rechtskonservativen Emder Zeitung, dem von Hermann Tempel herausgegebenen ostfriesischen Volksboten, Zentralorgan der SPD in der Region, sowie der im Oktober 1932 gegründeten Ostfriesischen Tageszeitung (OTZ) als Parteiorgan der NSDAP.
„Hoppla, jetzt komm ich!“ titelte die Rhein-Ems-Zeitung am 31. Januar 1933, einen Tag nach der Ernennung Hitlers zum Reichskanzler, und bezog sich damit auf den seinerzeit populären Schlager von Hans Albers. Die Zeitung, die der DDP nahestand, sah sich nicht erst seit dieser – später als „Geniestreich“ beschriebenen – Schlagzeile dem Hass der örtlichen NSDAP ausgesetzt. Sie blieb in den ersten Monaten nach der „Machtergreifung“ trotz Drängen der örtlichen NSDAP auch bei ihrer Linie, Anzeigen von jüdischen Geschäftsleuten anzunehmen. Am 24. April 1933 erschien schließlich eine Gruppe NSDAP-Anhänger vor dem Verlagshaus, brüllte Parolen und warf Steine. Die eine Viertelstunde später erschienene SA, die zu jenem Zeitpunkt in Emden über eine Gesamtstärke von etwa 400 Mann in der 36.500-Einwohner-Stadt verfügte, forderte den Verleger Franz Gerhard auf, mehrere Forderungen der NSDAP zu erfüllen, anderenfalls könne sie nicht für den Schutz des Verlagspersonals garantieren. Der Verleger gab daraufhin den Forderungen nach. Neuer Chefredakteur wurde der Gründer der Emder NSDAP, Folkerts, der bei der rechtskonservativen Emder Zeitung zuvor ein Redaktionsvolontariat absolviert hatte. Da der sozialdemokratische Volksbote bereits infolge der Reichstagsbrandverordnung vom 28. Februar 1933 verboten wurde, gab es in der Stadt keine Tageszeitung mehr, die dem linken oder liberalen Spektrum zuzuordnen war. Die OTZ als NSDAP-Parteiorgan vertrat seit dem 30. Januar 1933 die Regierungslinie und musste nicht gleichgeschaltet werden.
Die Presseorgane in Emden veröffentlichten in den folgenden Jahren Hetzartikel zur Verfolgung Andersdenkender. So wurde beispielsweise der frühere KPD-Senator Gustav Wendt in Artikeln wiederholt als „Untermensch“ und „niederrassiger Straßenköter“ bezeichnet. Die 1935 erlassene Anordnung des Reichsleiters für die Presse zur Fusion kleinerer Verlage nahmen die Nationalsozialisten in Emden zum Anlass, sowohl die Rhein-Ems-Zeitung als auch die Emder Zeitung zu schließen. Redaktion und Technik gingen 1936 an das neugegründete Blatt der Ostfriesen über, das in der Folgezeit als zweite Tageszeitung neben dem Parteiorgan weiterbestand, jedoch 1941 infolge des Kriegsgeschehens sein Erscheinen einstellen musste. Die einzige Zeitung Emdens, die durchgehend von 1933 bis zum Kriegsende 1945 – wenn auch zuletzt unregelmäßig und oft nur als Notausgabe – erschien, war damit das Parteiorgan. Von 1938 bis 1945 war Folkerts ihr Chefredakteur.
Bei der in Emden ansässigen Industrie- und Handelskammer für Ostfriesland und Papenburg lösten sich im April 1933 die Gremien auf, um im Mai durch Neuwahlen die Gleichschaltung zu vollziehen. Jedoch zeigte sich bei diesen Wahlen in den meisten Fachbereichen große Kontinuität. Lediglich im Bereich Handel gab es öffentliche Debatten, die vom Kampfbund für den gewerblichen Mittelstand und seinem Vorsitzenden Riekena losgetreten wurden. Er sprach sich gegen die Wiederwahl des Kaufmanns Hendrik Fisser in den IHK-Beirat aus und unterstellte ihm, durch jüdische Stimmen in sein IHK-Amt gekommen zu sein – offenbar ein früher Versuch, den „jüdischen Einfluss“ im Emder Handel zurückzudrängen. Außerdem, so lautete der in einem Zeitungsbericht festgehaltene Vorwurf, habe Fisser der SPD einen Dampfer für eine Lustfahrt zur Verfügung gestellt. Die Vorwürfe gingen allerdings ins Leere, die IHK-Mitglieder sprachen Fisser, der dem Nationalsozialismus distanziert gegenübertrat, erneut das Vertrauen aus. Mehr Erfolg hatten die Nationalsozialisten beim Kaufmann Peter Haut, der bis dahin Schatzmeister der IHK gewesen war. Als Freimaurer war Haut ihnen ein Dorn im Auge. Öffentlicher Druck, auch in diesem Fall über die Presse ausgeübt, führte dazu, dass sich nur noch ein knappes Viertel der wahlberechtigten IHK-Mitglieder für einen Verbleib Hauts auf seinem Posten aussprachen. An der Spitze der Emder IHK änderte sich hingegen nichts: Der bereits seit 1920 amtierende Präsident, der Reeder Heinrich Schulte, blieb weiterhin im Amt, ebenso weitere führende Männer aus dem Emder Wirtschaftsleben. Der Syndikus (Geschäftsführer) der IHK, Lübbert Lübbers, war allerdings schon 1929 der örtlichen NSDAP beigetreten. 1933 wurde er für die NSDAP Senator. Da er jedoch die Judenverfolgungen der Nationalsozialisten missbilligte, zog er sich aus der Kommunalpolitik zurück. 1936 hatte Lübberts dem Juden Arnold Levie Fisser und anderen geholfen, Emden in Richtung England zu verlassen. Die IHK konnte sich insgesamt eine gewisse Eigenständigkeit bewahren, obwohl sich ein führender Nationalsozialist der Region wie Carl Röver noch 1934 in einem Schreiben an den Regierungspräsidenten Heinrich Refardt in Aurich dafür aussprach, Schulte abzulösen, da dieser für ihn und für die Bewegung nicht tragbar sei. Refardt lehnte dies in einem Schreiben mit der Begründung ab: „Ich wüßte (…) z.Zt. keine Persönlichkeit, insbesondere auch aus der Bewegung, die geeignet wäre, die wirtschaftlich schwierigen Verhältnisse der Stadt Emden in gleicher Weise zu betreuen wie es Schulte tut.“ Bis zu seinem Tode 1937 blieb der Reeder IHK-Präsident. Über das Verhalten der führenden Emder Wirtschaftskreise in jenen Jahren urteilten Claudi und Claudi: Sie „verhielten sich teils opportunistisch, teils blieben sie neutral bis distanziert zum neuen Staat. (…) Widerstandshaltungen hatten hier keinen gesellschaftlich-politischen Hintergrund.“ Von Reeken urteilte: „Zwar gab es vereinzelt Unmutsäußerungen über einzelne Maßnahmen (…), doch war an der weitgehenden Loyalität des Emder Bürgertums nicht zu zweifeln. Bemerkenswert aber bleibt (…), daß es großen Teilen der vornationalsozialistischen Führungsschichten in Wirtschaft und Gesellschaft Emdens trotz oder gerade wegen der Anpassung an den Nationalsozialismus gelang, ihre alten Kommunikationszusammenhänge zu erhalten und sich gegenüber der neu aufgestiegenen Elite weitgehend abzuschotten.“
Auch bei weiteren Interessenverbänden, die zum Gutteil als eingetragene Vereine firmierten, blieben die schon vor 1933 amtierenden Vorsitzenden im Amt – vom Verein der Emder Gemüsebauern (in den Anfang Mai 1933 die Gemüsebaugenossenschaft integriert wurde) über den Wirteverein bis hin zur Bäckerinnung. Relativ einfach machte es sich die Kaufmännische Deputation, deren Vorstand Anfang Mai über die Presse verlautbaren ließ: „Die Kaufmännische Deputation hat sich vollzählig und einmütig hinter die Regierung Hitler gestellt und ist der Meinung, daß die Gleichschaltung bereits als durchgeführt zu gelten hat.“ Personelle Änderungen ergaben sich nur insofern, als zu den 17 Mitgliedern drei weitere hinzutraten, die der NSDAP angehörten: Neben den nationalsozialistischen Kaufleuten Buhr und Müller auch der Hauptschriftleiter der Emder Zeitung Frerichs. In den großen Emder Firmen – auch solchen, die sich im Staatsbesitz befanden wie die Emder Hafenumschlagsgesellschaft – behielten die vor 1933 fungierenden Geschäftsführer ihre Posten.
Deutlich stärker waren die personellen Umwälzungen bei Genossenschaften, die ganz oder überwiegend von der Arbeiterschaft getragen wurden. Die Spar- und Wohnungsbaugenossenschaft Selbsthilfe erhielt einen neuen Vorstand, ebenso die in Emden beheimatete Konsum- und Spargenossenschaft für Ostfriesland. Kommissarisch übernahm der NSBO-Funktionär Georg Hinrichsen die Führung. Jedoch gab es auch hier Grenzen des Totalitätsanspruches des Staates und der NSDAP: Der angesehene Sozialdemokrat Peter Voermann blieb bis zu seinem Tode am 17. März 1936 Vorstandsmitglied. Ob dies den Nationalsozialisten in erster Linie dazu dienen sollte, sich der Loyalität der Emder Arbeiterschaft zu versichern, zumal es sich um eine politisch „ungefährliche“ Funktion handelte, bleibt offen.

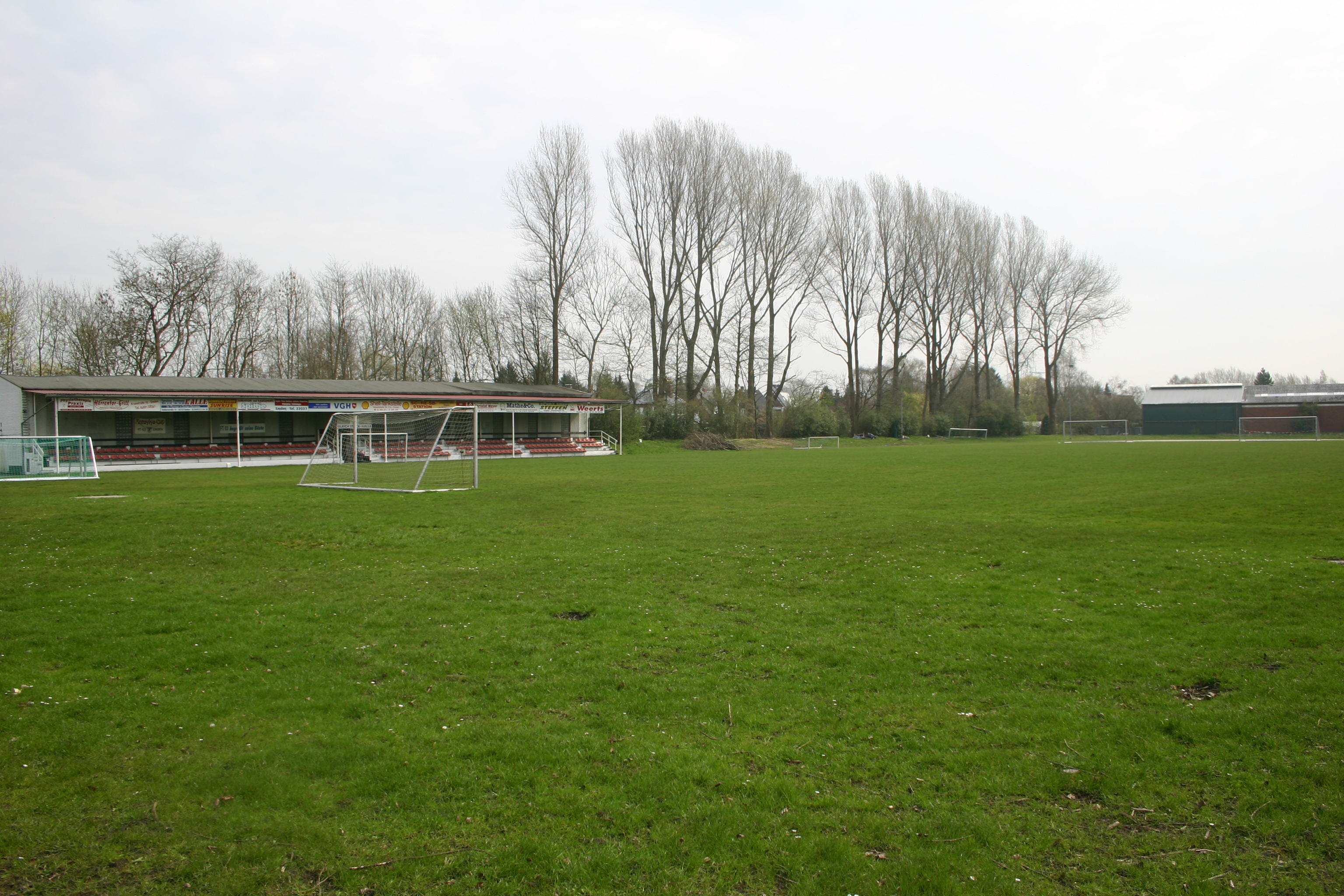
Sportplatz der Freien Turnerschaft 03

Das Vereinswesen in der Stadt, das nicht zuletzt durch eine größere Zahl von Arbeitersportvereinen wie der Freien Turnerschaft 03 in der Arbeitersiedlung Friesland geprägt war, sah sich großen Veränderungen gegenüber. Der Arbeiter-Turn- und Sportverein Glück-Auf Borssum 1920 löste sich gezwungenermaßen auf und gründete sich als Blau-Weiss Borssum neu. Ähnlich erging es der Freien Turnerschaft Larrelt, die 1933 als FC Grün-Weiß Larrelt neu antrat, und dem erst vier Jahre zuvor von 60 arbeitslosen Transvaalern gegründeten FC Frisia. Wie die anderen Vereine schlossen sie sich nach der Neugründung dem Nationalsozialistischen Reichsbund für Leibesübungen an. Zum Teil traten die Mitglieder von Arbeitersportvereinen in größerer Zahl anderen Vereinen bei, was im Falle des Emder Kanu-Vereins dazu führte, dass auch dieser im August 1933 aufgelöst wurde. Im September 1933 sah sich der Vorsitzende des Fischereivereins für Ostfriesland zu der veröffentlichten Bemerkung veranlasst, es werde „mit aller Schärfe dafür gesorgt werden, daß aus Angler-Sportvereinen und Fischereivereinen sich keine kommunistischen und marxistischen Zellen bilden“. Der größte und traditionsreichste unter den Emder Sportvereinen, der Emder Turnverein von 1861, erhielt bereits im April 1933 einen neuen Vorsitzenden in Gestalt des NSDAP-Mitglieds Wilhelm Göing.
Von zwei Fällen ist bekannt, dass die Gleichschaltung unter hohem Druck der Nationalsozialisten zustande kam. Im ersten Fall handelt es sich um den Club zum Guten Endzweck, ausweislich seiner damaligen Satzung „eine den höheren Kreisen der Einwohnerschaft angehörende Gesellschaft, welche die gesellige Vereinigung und Unterhaltung ihrer Mitglieder bezweckt“. Die NSDAP sah in dem Club einen „störende(n) Faktor der Volksgemeinschaft“. Jedoch erst ein Jahr später kündigte die örtliche SA an, dass das Vereinshaus künftig auch von ihr genutzt und ein SA-Mitglied in den Vorstand des Clubs berufen werden solle. Ob dieser Plan umgesetzt wurde, ist jedoch nicht mehr bekannt. Im Falle der Gesellschaft für bildende Kunst und vaterländische Altertümer zu Emden von 1820 weigerte sich der Vorsitzende, der Arzt Arend Hoppe, dem Druck des örtlichen Kampfbundes für deutsche Kultur nachzugeben und von seinem Posten zurückzutreten, woraufhin die NSDAP ihm einen kommissarischen Vorsitzenden beiordnete. Dieser ernannte sich später zum neuen Vorsitzenden, was jedoch auf Widerstand vieler Kunst-Mitglieder stieß. Der in den Emder Zeitungen mit vielen Leserbriefen ausgefochtene Streit endete damit, dass weder Hoppe sein Amt zurückerhielt noch der Kommissar Vorsitzender blieb. Ein ehemaliges Vorstandsmitglied wurde berufen und zudem sichergestellt, dass der Vorsitzende der Emder Kunst, die als Herausgeberin des Emder Jahrbuchs eine wichtige Funktion für die Historiografie der Region innehatte, künftig vom Regierungspräsidenten in Aurich bestellt wurde. Nach Ansicht der Nationalsozialisten war damit auch in dieser traditionsreichen Vereinigung das Führerprinzip umgesetzt.

### Verfolgung und Widerstand: SPD, KPD, Gewerkschaften und Kirchen
Die Emder Sozialdemokratie und ihr nahestehende Organisationen wie die Sozialistische Arbeiter-Jugend oder das Reichsbanner versuchten in den ersten Monaten nach der „Machtergreifung“ durch lose Netzwerke Kontakte aufrechtzuerhalten. Typisch war dabei, dass es sich um voneinander unabhängige Einzelgruppen handelte. „Ziel ihrer Aktivitäten war die Aufrechterhaltung ihrer Parteiverbindungen, das Weiterleben der Organisation und die Aufklärung über den wahren Charakter des Nationalsozialismus.“ Dazu gehörte unter anderem das Verteilen des Neuen Vorwärts, der oftmals über die nahen Niederlande eingeschmuggelt wurde. Dorthin war bereits im Juni 1933 der führende ostfriesische Sozialdemokrat Hermann Tempel geflohen. Aus Emden nahm er den Schriftleiter des Volksboten, Alfred Mozer, mit. Zu den führenden Köpfen der SPD im Raum Emden, die nach 1933 kurzzeitig verhaftet wurden, zählte der bis 1932 amtierende Landrat des Landkreises Emden und preußische Landtagsabgeordnete Walter Bubert. Wie manche andere Funktionäre war er später (in Osnabrück) als Handelsvertreter beschäftigt und nutzte seine Reisetätigkeit, um Kontakte zu früheren Parteigenossen aufrechtzuerhalten. Dazu zählte in Emden auch der Larrelter Funktionär Berend Zaayenga. Bubert wurde von 1939 bis 1940 in „Schutzhaft“ genommen und im Rahmen der Aktion Gitter 1944 nochmals inhaftiert. Mehrere Monate in „Schutzhaft“ verbrachte auch der Sozialdemokrat Hermann Neemann. Er war Leiter der Emder AOK und bei den Nationalsozialisten als „Krankenkassenbonze“ verhasst. Nach seiner Entlassung wurde Neemann von den Nationalsozialisten ständig überwacht und nach dem Attentat auf Hitler am 20. Juli 1944 für mehrere Monate ins KZ Neuengamme verbracht. Verhaftet wurde auch der Vorsitzende des Emder ADGB, Hans Susemihl. Als „eigentliche Untergrundleistung“ der Emder Sozialdemokratie wird angesehen, dass die Funktionäre ihre Kontakte halten und ihre Ideen bewahren konnten, was nach dem Zusammenbruch 1945 eine umgehende Neuorganisation der Partei erlaubte.

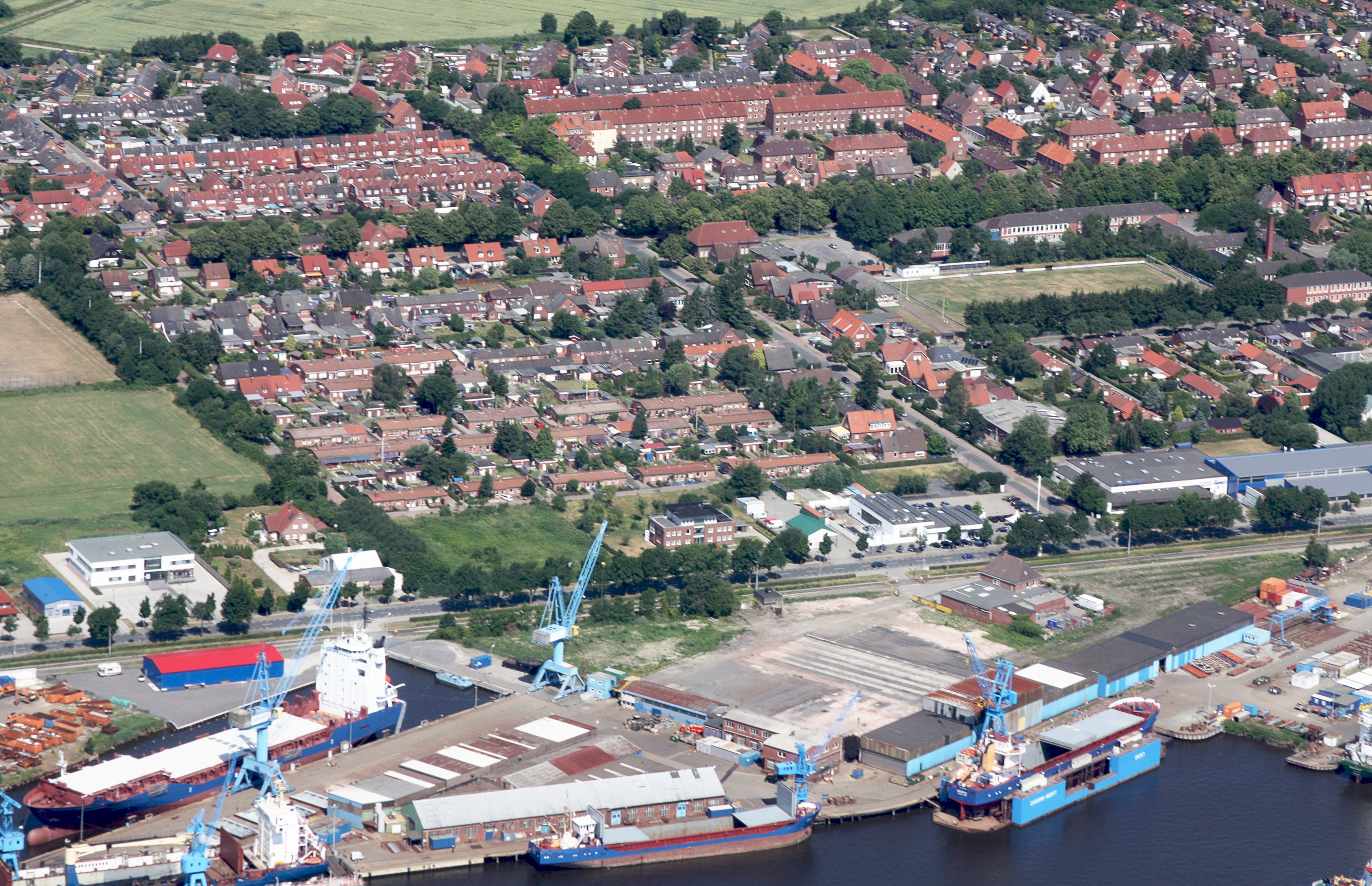
Luftbild von einem Teil Transvaals,
im Vordergrund die Cassens-Werft

In den Betrieben im Hafen – von den Werften Nordseewerke, Cassens und Schulte & Bruns über die Hafenumschlagsbetriebe für Kohle, Erz und andere Güter bis hin zur Heringsfischereiflotte und den Schiffen anderer Emder Reeder – und in weiteren Industriebetrieben hatte die KPD schon seit den Jahren der Weimarer Republik einen großen Rückhalt und bildete in der Anfangsphase der NS-Herrschaft das Rückgrat des Emder Widerstands. Bereits im April 1933 trafen sich führende Kommunisten der Stadt, um sich über die Aufrechterhaltung der bestehenden Kontakte auszutauschen. Sie vereinbarten, sich künftig in Fünfergruppen zu treffen, alsbald wurden jedoch auch größere Stadtteilgruppen gebildet. Zu den Hochburgen zählten die hafennahen Stadtteile Borssum, Port Arthur/Transvaal, Klein-Faldern und die Kolonie Friesland sowie der (allerdings erst im Herbst 1945 eingemeindete) Vorort Larrelt.
Der Emder Hafen diente bereits im Frühjahr 1933 kommunistischen Widerstandskämpfern dazu, höhere Funktionäre der Partei aus Deutschland herauszuschmuggeln. Hintergrund war eine verstärkte Überwachung des Bremer Hafens, wo sich die Bezirksleitung der Partei für den nordwestdeutschen Raum befunden hatte. Emden wurde nicht zuletzt deshalb als Ausweichort gewählt, weil die Exilanten über das Watt des Dollarts oder per Boot über die Ems in kürzester Zeit in die Niederlande gebracht werden konnten. Außer Kommunisten gelangten so auch eine nicht näher bekannte Zahl von Sozialdemokraten und Gewerkschaftern aus dem gesamten Reichsgebiet ins Nachbarland. Unterstützt wurden sie dabei von niederländischen Kommunisten. Besonders eng war in jenen Jahren die Zusammenarbeit zwischen Kommunisten in Emden und der Internationalen Transportarbeiter-Föderation, der der Niederländer Edo Fimmen vorstand. Die ITF gab bis 1941 eine Zeitschrift mit dem Namen „Faschismus“ heraus, die unter anderem über den Emder Hafen eingeführt und in anderen Gegenden Deutschlands weiterverteilt wurde. Da die ITF Vertrauensleute auf mehr als 200 Schiffen hatte, bestanden Kontakte nicht nur in die Niederlande, sondern auch in die skandinavischen Staaten – aus den Häfen von Narvik und Luleå wurde schwedisches Eisenerz nach Emden importiert – und in andere Staaten, darunter die Sowjetunion. Beim Weitertransport des Schrifttums innerhalb Deutschlands half ein dichtes Netz von Reichsbahnern.

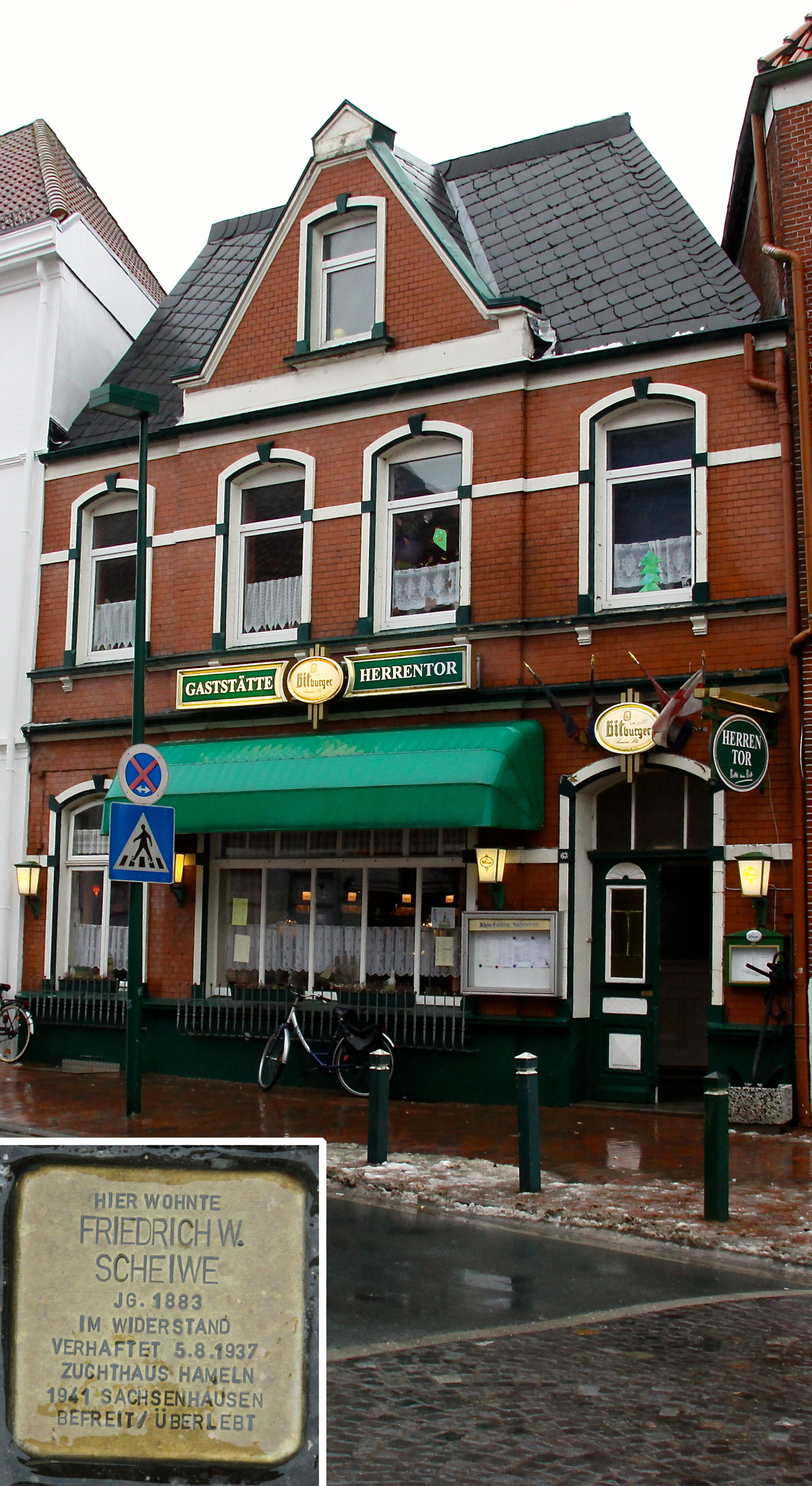
Vor dem Treffpunkt der Kommunisten, der Gaststätte Kap Horn (heute: Herrentor), erinnert ein Stolperstein an den Gastwirt Friedrich W. Scheiwe.

Einer der Treffpunkte der Kommunisten war die bereits in den Jahren der Weimarer Republik bestehende Gaststätte Kap Horn (sic!) an der Neuen Straße, die der Gastwirt Friedrich Scheiwe besaß. Er war bereits seit 1920 KPD-Mitglied und seit 1927/28 Mitglied der Roten Hilfe. Die Kommunisten nutzten daneben vermeintlich „unverdächtige“ Treffpunkte wie Sport- und andere Vereine. Von wenigstens einem Verein, nämlich dem Schwimmverein Fortuna, wird vermutet, dass er 1933 sogar explizit gegründet wurde, um als Tarnorganisation zu dienen. Über die genaue Größenordnung der im Untergrund aktiven Kommunisten ist zwar nichts (mehr) bekannt. Sie muss jedoch angesichts der zahlreichen Organisationsleiter, Hauptkassierer, politischen Leiter, Verbindungsleute und Kuriere beträchtlich gewesen sein, wozu auch die Nachricht passt, dass die Emder SA bei einem reichsweiten Wettkampf 1935 „die Abriegelung eines ganzen Stadtviertels probte, um zu verhüten, daß Flugblattverteiler entkommen konnten“.
Nach der Machtergreifung inhaftierten die Nationalsozialisten mehrere Kommunisten. Das wohl prominenteste Opfer in der Seehafenstadt war der frühere KPD-Senator Gustav Wendt. Er wurde mehrfach verhaftet und 1933 ins KZ Sonnenburg verbracht. Auch in den (damaligen) Emder Vororten (und heutigen Stadtteilen) Larrelt, Petkum und Widdelswehr, aus denen viele Beschäftigte in den Emder Hafen pendelten, sahen sich Kommunisten Verfolgungen ausgesetzt.
Erst 1937/38 gelang es den Nationalsozialisten, zum entscheidenden Schlag gegen den kommunistischen Untergrund auszuholen: In einer großen Verhaftungsaktion wurden 72 Emder Kommunisten sowie weitere aus den umliegenden Städten und Gemeinden verhaftet, darunter auch der Gastwirt Scheiwe. Angeklagt wurden sie zumeist vor dem für Ostfriesland zuständigen Oberlandesgericht Hamm. Scheiwe wurde zu vier Jahren Zuchthaus verurteilt, die er in Vechta absaß, und nach seiner Entlassung sofort von der Wilhelmshavener Gestapo erneut verhaftet. Er wurde ins KZ Sachsenhausen eingeliefert und kehrte erst nach Kriegsende nach Emden zurück. Das Schicksal weiterer Emder Kommunisten ist historisch noch nicht hinlänglich aufgearbeitet.
Im Gegensatz zur Nachbarstadt Aurich, die im Zentrum des ostfriesischen Kirchenkampfes lag, spielten die Auseinandersetzungen zwischen den Deutschen Christen und den reformierten und lutherischen Gemeinden und deren Pastoren in Emden nur eine untergeordnete Rolle. Die Deutschen Christen gewannen 1934 dadurch kurzzeitig Einfluss, so dass einer ihrer Angehörigen, Pastor Diedrich Cremer, vom Landespropst Heinrich Meyer (DC) in Aurich mit der zweiten Pfarrstelle der Lutheraner in Emden betraut wurde. Nach Cremers Aufstellungspredigt am 8. März 1934 beklagten zahlreiche Gemeindeglieder die schwache Predigt und klare Parteinahme Cremers für die Deutschen Christen. Dennoch wurde er vom Propst im Oktober 1934 zum Superintendenten des Kirchenkreises Emden bestellt. Anfang Juni 1934 gab es in Emden erste Bekenntnisgottesdienste als Reaktion auf den Versuch der Deutschen Christen, auf lokaler Ebene die Kirche gleichzuschalten. Die Deutschen Christen verloren ab 1935 in Ostfriesland an Einfluss, in Emden war er noch weitaus geringer als in anderen Städten. So gab es in Emden auch kein Kirchensteuersonderkonto der Deutschen Christen, wie es anderenorts eingerichtet wurde, um den Deutschen Christen ein finanzielles Fundament zu verschaffen.
Zu den Verfolgten aus dem kirchlichen Bereich zählte der reformierte Pastor Hermann Immer aus dem Arbeiterstadtteil Port Arthur/Transvaal, der kurz nach den ersten Verhaftungen von Kommunisten 1933 den Kontakt zu einigen Insassen aufrechterhalten und sich dadurch großen Respekt in der Emder Arbeiterschaft erworben hatte. Der reformierte Kirchenälteste Bretzler wurde 1940 kurzzeitig verhaftet, nachdem er verbotswidrig konfessionelles Schrifttum an Emder Soldaten an die Front versandt hatte.

### Verfolgung und Vernichtung der Emder Juden

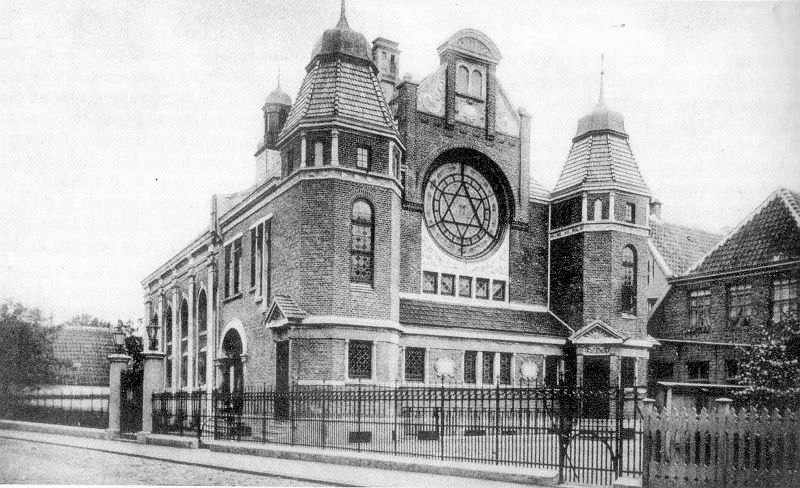
Die Emder Synagoge im Jahre 1912

Die jüdische Gemeinde Emden war 1933 mit 581 Angehörigen die weitaus größte und bedeutendste Ostfrieslands. Zudem war die Stadt als Sitz des Landesrabbinats geistiges Zentrum der Juden Ostfrieslands und der Landdrostei Osnabrück. Sie sahen sich bereits vor der Zeit des Nationalsozialismus in der Stadt einem größer werdenden Antisemitismus ausgesetzt. Das führte zu einer Abwanderungswelle: Hatte die Gemeinde 1905 noch 809 Personen umfasst, waren es 1925 noch 700 und 1933 nur noch 581.
Die jüdischen Gewerbetreibenden waren bereits vor dem von den Nationalsozialisten organisierten Judenboykott am 1. April 1933 Verfolgungen ausgesetzt. Damals zwang die örtliche SA die Geschäftsleute, ihre Geschäfte zu schließen. Zugleich nahm ein SA-Trupp jüdischen Schlachtern (die in Ostfriesland zugleich oftmals Viehhändler waren) im Emder Schlachthof die Schächtmesser ab und warf diese anschließend in der Innenstadt ins Feuer. Hetzartikel in der Presse, etwa in der OTZ („Deutscher Volkskampf gegen Israels Weltverschwörung. Judas Stunde hat geschlagen.“) begleiteten die Aktion. In der Nacht vom 28. zum 29. April gingen 26 Schaufensterscheiben von jüdischen Geschäften zu Bruch. Diese Taten versuchten die Nationalsozialisten anschließend den Kommunisten anzulasten.
Obwohl einzelne nichtjüdische Emder den Boykott umgingen, indem sie unauffällig Hintereingänge benutzten oder nach Ladenschluss in jüdischen Geschäften einkauften, bekamen die jüdischen Geschäftsleute den Boykott sehr schnell wirtschaftlich zu spüren. Benjamin Wolff, Sohn des Bäckers und zugleich Vorstehers der jüdischen Gemeinde Louis Wolff, berichtete: „Wir hatten immer weniger zu tun. Gesellen und Lehrlinge wurden einer nach dem anderen entlassen, und der Betrieb wurde kleiner und kleiner. Es wurde immer schwerer, den Unterhalt für die Familie zu beschaffen.“ Der Boykott wurde zwar nach einigen Tagen offiziell beendet, die Diskriminierung jedoch mittels Propaganda, Verordnungen und Gesetzen weiter betrieben. Dies bewog viele der ansässigen Juden zur Flucht. Unter den schon 1933 geflohenen Juden befand sich auch Max Windmüller, der sich in den Niederlanden unter seinem Decknamen Cor später dem Widerstand der Gruppe Westerweel anschloss und viele jüdische Kinder und Jugendliche rettete.
Der Landrabbiner Samuel Blum versuchte auf die zunehmende Hetze zu reagieren. Er ließ von allen Gemeinden im Landrabbinatsbezirk Emden bekunden, die Juden seien pflichttreue Bürger des Staates. Zudem verwahrte man sich gegen die in der Auslandspresse gemachten Greuelmärchen und Übertreibungen von Verfolgungen der deutschen Juden. Die neuen Machthaber ließen sich davon nicht beeindrucken. Unbeirrt setzten sie die Ausgrenzung fort. So machte der Kampfbund für den gewerblichen Mittelstand im Mai 1933 bei den Neuwahlen der IHK-Mitglieder Stimmung gegen den angeblichen jüdischen Einfluss und versuchte, den zahlreichen jüdischen Mitgliedern das Wahlrecht abzustreiten. Anfang 1934 warfen Unbekannte die Fensterscheiben Emder Bürger ein, von denen bekannt war, dass sie noch bei Juden kauften. Die städtische Badeanstalt an der Kesselschleuse verwehrte Juden ab 1935 den Eintritt, weil die Bevölkerung sich angeblich belästigt gefühlt habe.
Das Gesetz zur Wiederherstellung des Berufsbeamtentums hatte für die Juden in Emden nur geringe Auswirkungen. Akademischen Berufen gingen nur wenige nach. Stark waren sie dagegen im Viehhandel vertreten, in dem sie innerhalb Ostfrieslands eine führende Stellung hatten. Trotz großer Anstrengungen gelang es den Nationalsozialisten nur langsam, sie zu brechen. Noch 1935 gab es in Emden 46 Viehhandlungen und zwölf Schlachtereien, die von Juden betrieben wurden. Es gab kaum nichtjüdische Viehhändler, die die Funktion ihrer jüdischen Mitbewerber hätten übernehmen können. Geschäftssinn und traditionelles Verhalten der Landbevölkerung taten ihr Übriges, so dass die Viehhändler ihre Geschäftskontakte noch bis 1937 weitgehend aufrechterhalten konnten, obwohl ihnen seit 1935 der Besuch von Viehmärkten untersagt war.
Mit der Zeit zeigte die Propaganda jedoch Wirkung. Die ökonomische Lage der Geschäftsinhaber verschlechterte sich immer mehr. Bekannt ist beispielsweise, dass der Schlachter Daniel de Beer 1937 nach Feststellung eines Gerichts „fast nur noch jüdische Kundschaft“ hatte. Ein Betrieb nach dem anderen schloss und wurde auf diese Weise „arisiert“. Für Emden sind von 1933 bis 1937 insgesamt 47 Verkäufe jüdischer Gewerbebetriebe, Häuser und Grundstücke sicher überliefert. Dabei lag der Verkaufspreis bei Wohnhäusern insgesamt 38,43 und bei landwirtschaftlichen Grundstücken 17,58 Prozent unter Verkehrswert. Am 2. März 1940 wurde schließlich gemeldet, dass es in Emden keine jüdischen Gewerbebetriebe mehr gab.
Es ist unklar, wie viele Juden in dieser Zeit ihre Heimat verließen. Die Quellen sind widersprüchlich. Einer Zeitungsmeldung zufolge emigrierten zwischen 1933 und 1938 130 Personen und 50 zogen in andere Städte Deutschlands um. Nach anderen Angaben lebten am 1. September 1938 noch 430 Juden in der Hafenstadt. Zeitzeugen berichteten, dass fünf Familien mit insgesamt 24 Personen von den Abschiebungen im Rahmen der Polenaktion vom Oktober 1938 betroffen waren.

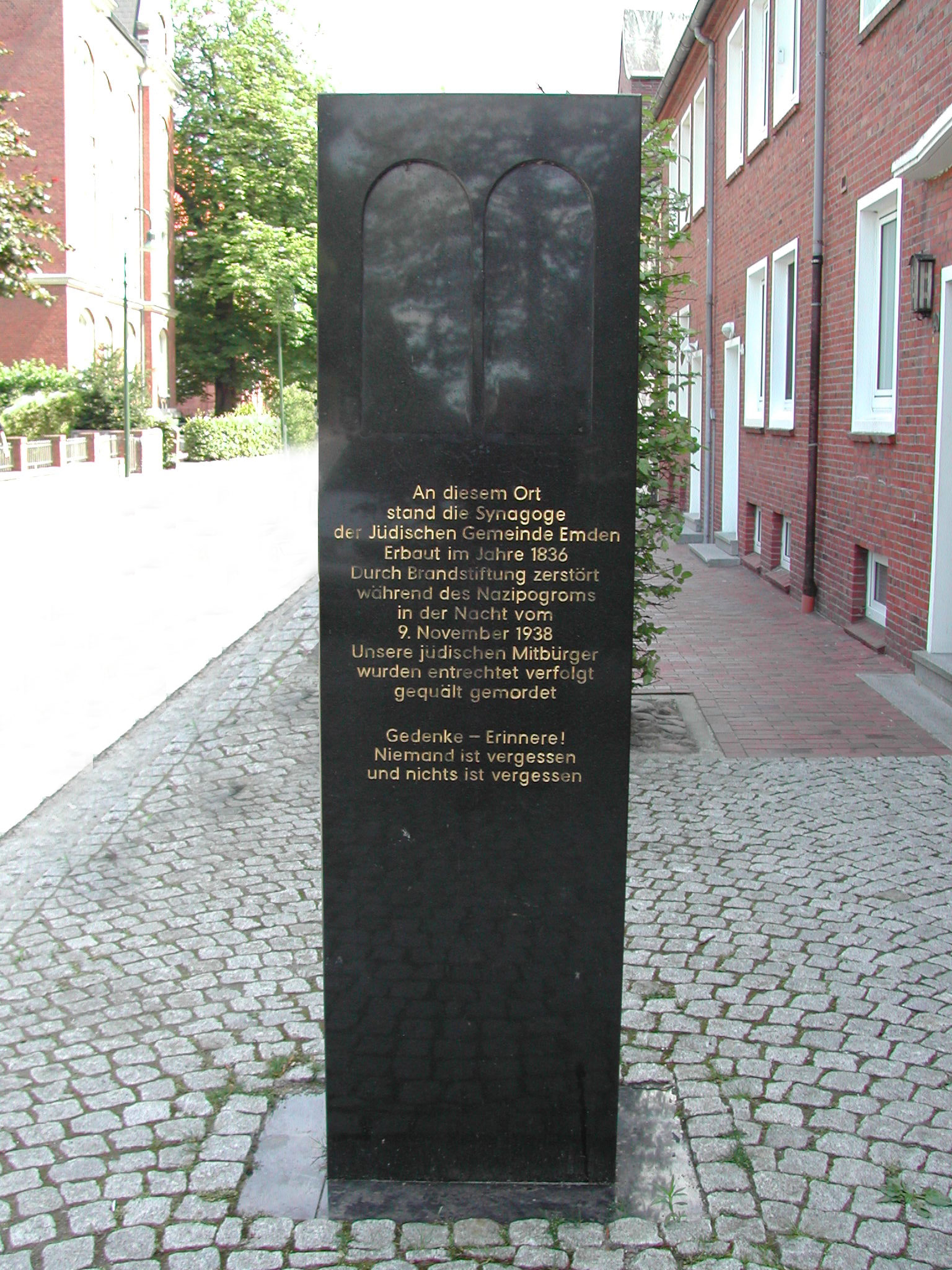
Gedenkstein für die niedergebrannte Synagoge in Emden

In der Nacht vom 9. auf den 10. November 1938 kam es auch in Emden zu den von der Reichsleitung der Nationalsozialisten befohlenen Ausschreitungen gegen die Juden, die später als Reichspogromnacht oder „Reichskristallnacht“ bezeichnet wurden. Dabei zerstörten Männer aus Partei, SA und SS auf Anweisung des 26-jährigen Kreisleiters Bernhard Horstmann die Synagoge. Sie hatten zuvor (nach Angaben von Zeugen in der Nachkriegszeit) die Order erhalten, keine Uniformen zu tragen, um die Planmäßigkeit der Aktion wie auch die Identität der Täter zu verschleiern. Auf Befehl Horstmanns legten sein Stellvertreter, Kreisamtsleiter Neeland, und SS-Sturmführer Schreiber Feuer in dem Bau. Trotz einer größeren Explosion breitete sich der Brand nicht in dem gewünschten Maße aus. Erst nachdem Schreiber noch einmal 20 Liter Benzin in die Synagoge hatte verbringen lassen, zerstörte das Feuer das Gebäude völlig. Die Feuerwehr konzentrierte sich auf Anweisung darauf, ein Übergreifen der Flammen auf Nachbargebäude zu verhindern.
Etwa zeitgleich versammelten sich um 24 Uhr die drei Emder SA-Stürme vor dem Parteihaus am Markt. Dort erhielten sie die Anweisung, sämtliche Juden in Emden festzunehmen und zusammenzutreiben. Die Truppen schwärmten daraufhin aus, drangen gewaltsam in Wohnungen ein und zerrten etwa 300 jüdische Bewohner aller Altersgruppen heraus. Dabei fielen überall in der Stadt Schüsse, von denen einer den Schlachter Daniel de Beer im Rücken traf. Er erlag wenig später seinen Verletzungen. Schaufenster, Ladeneinrichtungen und Mobiliar jüdischer Einrichtungen und Wohnungen wurden zertrümmert. SA-Männer geleiteten die Juden unter Misshandlungen und Beschimpfungen auf den Hof der Neutorschule. Dort mussten sie bis zur Erschöpfung exerzieren. Am darauffolgenden Tag entließen die Wachen die Frauen, Kinder und alten Männer. Die arbeitsfähigen Männer mussten zunächst Zwangsarbeiten im Ort verrichten. Auf dem Weg zu ihrem Einsatzort, dem Bootshafen am Wall, wo sie Ausbaggerungsarbeiten verrichten mussten, kamen sie an der zerstörten Synagoge vorbei. Dort zwangen die SA-Männer einen Juden namens Mindus zu erklären, er habe das Feuer gelegt. In den frühen Morgenstunden des 11. November trieb die SA die Juden unter Bewachung von SS und Geheimer Staatspolizei (Gestapo) zum Bahnhof, von wo aus sie in das Konzentrationslager Sachsenhausen deportiert wurden, wo zwei weitere Emder Juden starben. Die anderen sogenannten Aktionsjuden blieben bis Dezember 1938 oder Anfang 1939 in den Lagern inhaftiert.
Die Gemeinde löste sich danach auf. Der Landrabbiner Blum emigrierte nach Palästina und auch der letzte verbliebene jüdische Arzt verließ seine Heimatstadt. Einzelnen Juden gelang die Flucht über die „grüne Grenze“ in die Niederlande, wobei ihnen zum Teil nichtjüdische Emder halfen. Am 8. November 1939 lebten noch 320 Juden in Emden.
Auch die Luftschutzbunker waren ihnen verschlossen. Sie müssten sich schon, so höhnte die Zeitung Der Stürmer, einen eigenen Luftschutzraum auf dem Platz der zerstörten Synagoge herrichten. Ob dieser Bau jemals realisiert wurde, ist unklar.

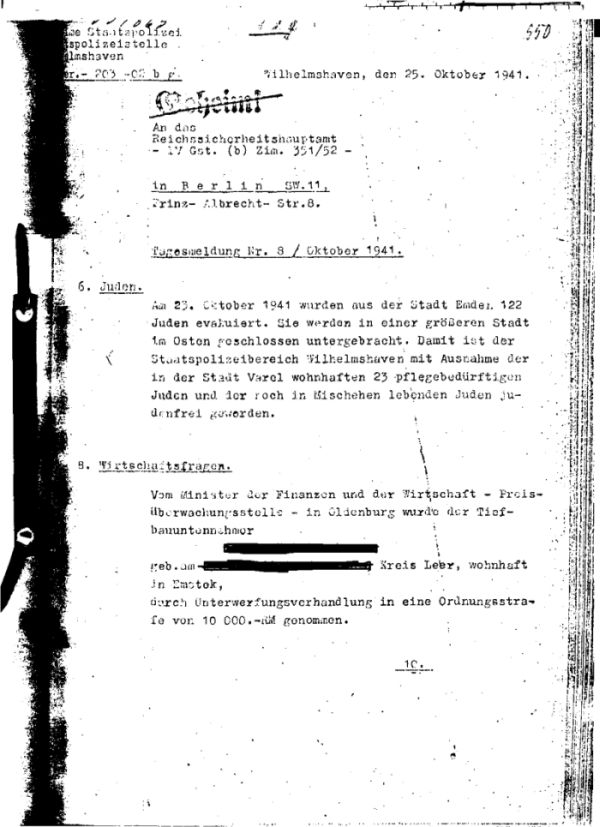
Bericht der Gestapo Wilhelmshaven über die Deportation der letzten 122 Emder Juden. Die Behörde erklärte ihren Zuständigkeitsbereich damit für nahezu „judenfrei“.

Im November/Dezember 1939 drängten Oberbürgermeister Renken sowie sein Leeraner Amtskollege Erich Drescher den Regierungspräsidenten in Aurich, Lothar Eickhoff, zu weiteren Schritten gegen die Juden. Auf ihre Initiative beschwerte dieser sich daraufhin noch im Dezember bei seinen übergeordneten Behörden über die „hohe Zahl der noch in Ostfriesland wohnenden Juden“. Diese träten durch ihre „Aufdringlichkeit in unerwünschter Weise in Erscheinung“. Renken wandte sich zudem an den SS- und Polizeiführer Nord-West, Hans-Adolf Prützmann. Unter Verweis auf die Grenzlage Ostfrieslands schrieb er damals: „Ich halte daher eine Abschiebung sämtlicher Juden vielleicht nach einem ziemlich isolierten Ort in Polen für die einzig richtige Lösung.“ Dies lehnte Prützmann jedoch am 8. Januar 1940 ab, versprach aber, die angesprochene Frage weiter zu beobachten.
Die zuständige Gestapoleitstelle in Wilhelmshaven wollte die ostfriesischen Juden dagegen zunächst zu einem Umzug in andere Städte innerhalb des Reiches zwingen. Als dann aber im Februar 1940 rund 1000 Juden aus dem Gau Pommern, hauptsächlich aus Stettin stammend, nach Lublin deportiert wurden, erwog die Behörde, mit den ostfriesischen Juden ähnlich zu verfahren. Nachdem die Reichsvereinigung der Juden in Deutschland davon Kenntnis erhalten hatte, traten Max Plaut, zuständig für die Bezirksstelle Nordwestdeutschland der Reichsvereinigung, und die Gemeindevorsteher (unter Umgehung des Reichssicherheitshauptamtes) in Verhandlungen mit der Gestapo. Sie boten an, ihr „die Arbeit abzunehmen“ und die Juden innerhalb von drei Wochen umzuquartieren.
Die Gestapo-Leitstelle Wilhelmshaven ordnete daraufhin statt der von den Bürgermeistern geforderten Abschiebung nach Polen an, dass die Juden Ostfriesland aus militärischen Gründen bis zum 1. April 1940 verlassen und sich andere Wohnungen innerhalb des deutschen Reiches (mit Ausnahme Hamburgs und der linksrheinischen Gebiete) suchen sollten. Nach dem Abschlussbericht der Gestapostelle Wilhelmshaven betraf dies 843 Juden, die zwischen Januar und März 1940 umquartiert wurden. Lediglich Personen über 70 Jahre blieben davon ausgenommen. Die Gestapo fasste sie mit den älteren Juden der anderen ostfriesischen Gemeinden (insgesamt etwa 140 Personen) im jüdischen Altenheim in Emden zusammen. Im Herbst 1941 gehörte Emden zu den ersten zwölf Städten im Reich, aus denen reichsdeutsche Juden in den Osten deportiert wurden. Am 18. Oktober 1941 wurden die letzten jüdischen Bürger aus Norden und Aurich zum jüdischen Altenheim nach Emden gebracht. Vier Tage später wurden 164 als reiseunfähig eingestufte Heimbewohner in das jüdische Altenheim in Varel verlegt, dessen vorherige Bewohner bereits deportiert worden waren. Am 23. Oktober wurden 122 Emder Juden über die Zwischenstation Berlin in das Ghetto Litzmannstadt verschleppt, wo sie am 25. Oktober eintrafen. Von den 122 nach Litzmannstadt deportierten Juden aus Emden starb der letzte am 6. September 1942. Die in Varel Verbliebenen wurden am 23. Juli 1942 über Bremen und Hannover in das Ghetto Theresienstadt verbracht.
Die Staatspolizei-Leitstelle Wilhelmshaven (zuständig für das Oldenburger Land und Ostfriesland) erklärte Ostfriesland nach den Deportationen für „judenfrei“. Acht Familien, in denen ein Ehepartner Nichtjude (siehe dazu: Mischehen im Dritten Reich) war, lebten während des Krieges in Emden. Die genaue Zahl der in der Zeit des Nationalsozialismus umgekommenen Emder Juden ist unklar. Bekannt sind die Namen von 465 Ermordeten, die entweder 1933 oder in den Jahren zuvor in der Stadt gelebt hatten oder nach 1933 von den Nationalsozialisten zur Umsiedlung in die Stadt gezwungen worden waren.

### Wirtschaftliche Entwicklung bis Kriegsbeginn
Der Umschlag im Emder Hafen nahm nach 1933 deutlich zu. Lag der seewärtige Gesamtumschlag im Emder Hafen im Krisenjahr 1931 noch bei 2,6 Millionen Tonnen, war er fünf Jahre später bereits auf fast acht Millionen Tonnen gestiegen und durchbrach im Folgejahr auch diese Marke. Zurückzuführen ist dies vor allem auf die deutlich gestiegene Einfuhr über den Hafen: Sie betrug 1932 nur 764.000 Tonnen und lag damit noch unter derjenigen der Kriegsjahre 1917 und 1918. Bis 1938 stieg die Einfuhr auf vier Millionen Tonnen, lag also um mehr als das Fünffache über dem Wert von 1932. Dies lag in erster Linie an gestiegenen Erzimporten im Rahmen der Aufrüstung der Wehrmacht. Auf den Werften machte sich der wirtschaftliche Aufschwung kaum bemerkbar: Die Zahl der Neubauten pro Jahr bewegte sich zwischen 1933 und 1939 deutlich unter jener der Jahre von 1919 bis 1933. Lediglich die Tragfähigkeit der Schiffe nahm leicht zu, was jedoch generell zu beobachten war.
Im städtischen Bauwesen ergaben sich – im krassen Gegensatz zu den Jahren der Weimarer Republik – zwischen 1933 und 1939 nur wenige Impulse. Das einzige öffentliche Gebäude, das neu gebaut wurde, war die noch bestehende Zentrale der Industrie- und Handelskammer im Behördenviertel, fertiggestellt 1940. Im Wohnungsbau konzentrierte sich die überschaubare Entwicklung auf die Fertigstellung neuer Häuser im Stadtteil Barenburg. Begonnen wurde 1938 die Sicherung und Renovierung des Rathauses unter der Leitung von Georg Rüth. Nach der Sicherung des Fundamentes begannen 1939 Arbeiten an der Fassade, die etwa eineinhalb bis zwei Jahre dauern sollten. Zum Abschluss der Arbeiten kam es jedoch kriegsbedingt nicht mehr.
Die Arbeitslosigkeit nahm in Emden (wie überall im Reich) in den Jahren nach der „Machtergreifung“ ab, die verbesserte Lage auf dem Arbeitsmarkt hatte jedoch keine Verbesserung der Einkommenssituation zur Folge – im Gegenteil: Exemplarisch kann die Emder Staatswerft genannt werden, wo die Beschäftigten 1935 eine Lohnkürzung um etwa 30 Prozent hinnehmen mussten, von einem Jahresgehalt von etwa 2200 Reichsmark auf ungefähr 1600 Reichsmark. Die Kürzungen trafen jedoch auch auf Widerstand. Bereits 1934 weigerten sich die Mitarbeiterinnen der Emder Heringsfischerei, die ebenfalls stark kommunistisch eingestellt waren, die Kürzung ihres Akkordlohns von 42 auf 38 Reichspfennige pro Fass hinzunehmen. Sie erschienen zwar zur Arbeit, ließen diese aber ruhen, bis die Heringe zu verderben drohten – mit Erfolg: Die Lohnsenkung wurde zurückgenommen. Die Lohn-, Arbeits- und Wohnverhältnisse für die Arbeiter in Emden galten „weiterhin als unbefriedigend“. Ihrem Unmut darüber machten sich die Beschäftigten mehrerer Emder Hafenbetriebe bei den Vertrauensratswahlen 1934 Luft, indem die Obleute der Nationalsozialistischen Betriebszellenorganisation bei den Wahlen schlechte Ergebnisse einfuhren, sofern überhaupt gültige Stimmzettel abgegeben wurden.
Die Bauern in den Außenbereichen der Stadt und in umliegenden Orten wurden im Reichsnährstand gleichgeschaltet. Die Verabschiedung des Reichserbhofgesetzes stieß bei vielen Bauern auf Proteste, da sie sich in ihrer wirtschaftlichen Entscheidungsfreiheit beschränkt sahen. Das Verbot, Erbhöfe zu veräußern, traf die Betriebe an der unteren Größenbegrenzung eines Erbhofes von 7,5 Hektar ganz besonders. Obwohl es viele richterliche Urteile zugunsten der klagenden Kleinbauern gab, blieb der Anteil der Erbhofbauern in der Region dennoch über dem Reichsdurchschnitt. Die Angehörigen der Emder Hitlerjugend und des Bundes Deutscher Mädel wurden häufig als Erntehelfer eingesetzt.

### Emden und die Kriegsmarine
Die Produktion auf den Nordseewerken wurde mit Ausbruch des Zweiten Weltkriegs im September 1939 auf Kriegsproduktion umgestellt. Im Laufe des Krieges kamen dabei auch ausländische Arbeiter zum Einsatz, zumeist Zwangsarbeiter, teils auch auf freiwilliger Basis Verpflichtete. Auf der Werft liefen zwischen 1941 und 1944 insgesamt 30 U-Boote vom Stapel: 26 vom Typ VII C (U 331 bis 350 und U 1101 bis 1106) und vier vom Typ VII C/41 (U 1107 bis 1110). Unter den Booten war auch das mit einer neuartigen Gummiummantelung zur Absorption von feindlichen Sonarwellen versehene U 1105. Die Boote gingen entweder durch Feindeinwirkung verloren, wurden gegen Ende des Krieges durch die Kriegsmarine selbst versenkt oder nach dem Mai 1945 an die britische Royal Navy übergeben.
Im Schatten Wilhelmshavens blieb Emden während des Krieges für die Marine von untergeordneter Bedeutung. Größere Schiffseinheiten stationierte die Kriegsmarine in Emden nicht. Stattdessen wurde die Stadt Standort einer mit Artillerie und Flak ausgerüsteten Küstenwehrabteilung. 21 Anlagen wie die Flakbatterie Kalahari war in und um Emden angelegt. Sie wurde im Laufe des Krieges angesichts der wachsenden Luftbedrohung noch verstärkt. Im August 1940 wurden in Emden zahlreiche kleinere, teils requirierte Boote mit starken Motoren zusammengezogen, die für das Unternehmen Seelöwe, die Invasion Englands, dienen sollten. Da die geplante Invasion nie stattfand, kamen sie aber nicht zum Einsatz, viele von ihnen wurden an ihre Besitzer zurückgegeben. Wirtschaftliche Einbußen musste Emden schon früh in einem seiner ältesten Gewerbe hinnehmen: Sämtliche Logger der Emder Heringsfischerei wurden von der Kriegsmarine eingezogen. Die Mitarbeiter der Heringsfischereien wurden danach oft in der Rüstungsproduktion eingesetzt.

### Fremd- und Zwangsarbeiter
Während des Krieges wurden in Emden mehr als 6400 Fremd- und Zwangsarbeiter aus anderen Ländern eingesetzt. Hinzu kam eine nicht näher bekannte Zahl von deutschen Zwangsarbeitern. Aufgrund der geografischen Nähe stammte der Großteil der ausländischen Arbeiter aus den Niederlanden (3565), gefolgt von Franzosen (1131), Italienern (750), Sowjetbürgern (653), Belgiern (145), Jugoslawen (114) und Polen (41). Hinzu kam eine jeweils einstellige Zahl von Menschen aus weiteren Ländern. Es handelte sich bei den Fremd- und Zwangsarbeitern sowohl um freiwillig Angeworbene, neben Personen von Deutschlands Bündnispartner Italien in den ersten Kriegsmonaten vor allem aus den nahe gelegenen Niederlanden. Bei den Franzosen handelte es sich mehrheitlich um Kriegsgefangene, allerdings waren auch Angeworbene darunter. Ausschließlich Kriegsgefangene waren die nach Emden verschleppten Sowjetbürger.
Nach dem deutschen Einmarsch in die Niederlande im Mai 1940 begannen die Besatzungsbehörden zügig mit der Anwerbung niederländischer Arbeiter, die die zur Wehrmacht Eingezogenen in deutschen Betrieben ersetzen sollten. In geringerem Umfang hatten Niederländer bereits vor Kriegsausbruch – zumeist als Grenzgänger – in Deutschland gearbeitet, da die Weltwirtschaftskrise das Nachbarland deutlich schwerer getroffen hatte und die Nachwirkungen länger andauerten. Nach dem Einmarsch und der Demobilisierung der niederländischen Streitkräfte stand dem deutschen Arbeitsmarkt ein großes Potenzial zur Verfügung. Per Annoncen wurden Niederländer auch in großer Zahl von Emden angeworben. Anstellungen fanden besonders Werftarbeiter und sonstige Fachkräfte für den Schiffbau der Nordseewerke. Die Niederländer wurden den Deutschen hinsichtlich der Löhne und Steuersätze gleichgestellt. Da sich die sonstigen Arbeitsbedingungen jedoch nicht so darstellten, wie in den Werbeannoncen versprochen, machte sich bei den niederländischen Fremdarbeitern zunehmend Unmut breit. Hinzu kam, dass viele der Niederländer Arbeiten verrichten mussten, für die sie überqualifiziert waren. Der Lohn wurde jedoch nach der Art Arbeit bemessen, so dass zur Frustration über die Art der Arbeit auch die über die Bezahlung trat. Dementsprechend gab es bereits im September 1940 „eine Zunahme von illegalen Grenzübertritten, Arbeitsvertragsbrüchen und unerlaubtem Verlassen der Arbeitsplätze“ wie der NS-Gauleiter Weser-Ems Carl Röver beklagte. Trotz Maßnahmen wie Einzug der Reisepässe und Urlaubssperren stieg die Zahl der in die Niederlande zurückkehrenden Fremdarbeiter auch in den folgenden Jahren an. Aufgrund der größeren Entfernung hatten die französischen Fremdarbeiter und Kriegsgefangenen diese Option nicht, sie versuchten stattdessen, es sich – so gut es unter den Umständen ging – in der Stadt einzurichten, desgleichen die italienischen Fremdarbeiter.

Kennzeichen der „Ostarbeiter“

Die polnischen Zwangsarbeiter standen nach den Polen-Erlassen vom 8. März 1940 unter Polizeirecht und waren mit einem sogenannten Polen-Abzeichen gekennzeichnet, einem Aufnäher mit violettem P in einem auf der Spitze stehenden gelben, 5 × 5 cm großen Quadrat.
Nach dem Überfall auf die Sowjetunion, dem Beginn des Deutsch-Sowjetischen Krieges am 22. Juni 1941, wurden auch sowjetische Kriegsgefangene, zumeist Russen und Ukrainer, in die Seehafenstadt verschleppt. Von den mehr als 6000 Fremd- und Zwangsarbeitern in Emden während des Krieges stellten sie mehr als zehn Prozent. Eingesetzt wurden diese „Ostarbeiter“, die einen blau-weißen Aufnäher mit der Aufschrift „Ost“ tragen mussten, sowohl im Bunkerbau als auch auf sonstigen Baustellen. Darüber hinaus mussten sie nach Luftangriffen Aufräumarbeiten erledigen und oft die gefährliche Arbeit des Bergens von Blindgängern übernehmen.

### Bau der Luftschutzbunker
Aufgrund der exponierten Lage der Stadt und wegen ihrer Bedeutung als Hafen- und Werftstandort gehörte Emden bereits 1935 zu den Luftschutzorten I. Ordnung. Emden war in der späteren Phase des Zweiten Weltkriegs die einzige deutsche Stadt, in der für die gesamte Einwohnerschaft eine ausreichende Zahl von Plätzen in Luftschutzbunkern zur Verfügung stand. Treibende Kraft war Oberbürgermeister Carl Renken, der seine guten Kontakte zum Oldenburger Gauleiter Carl Röver und dessen Fürsprache in Berlin ausnutzte.

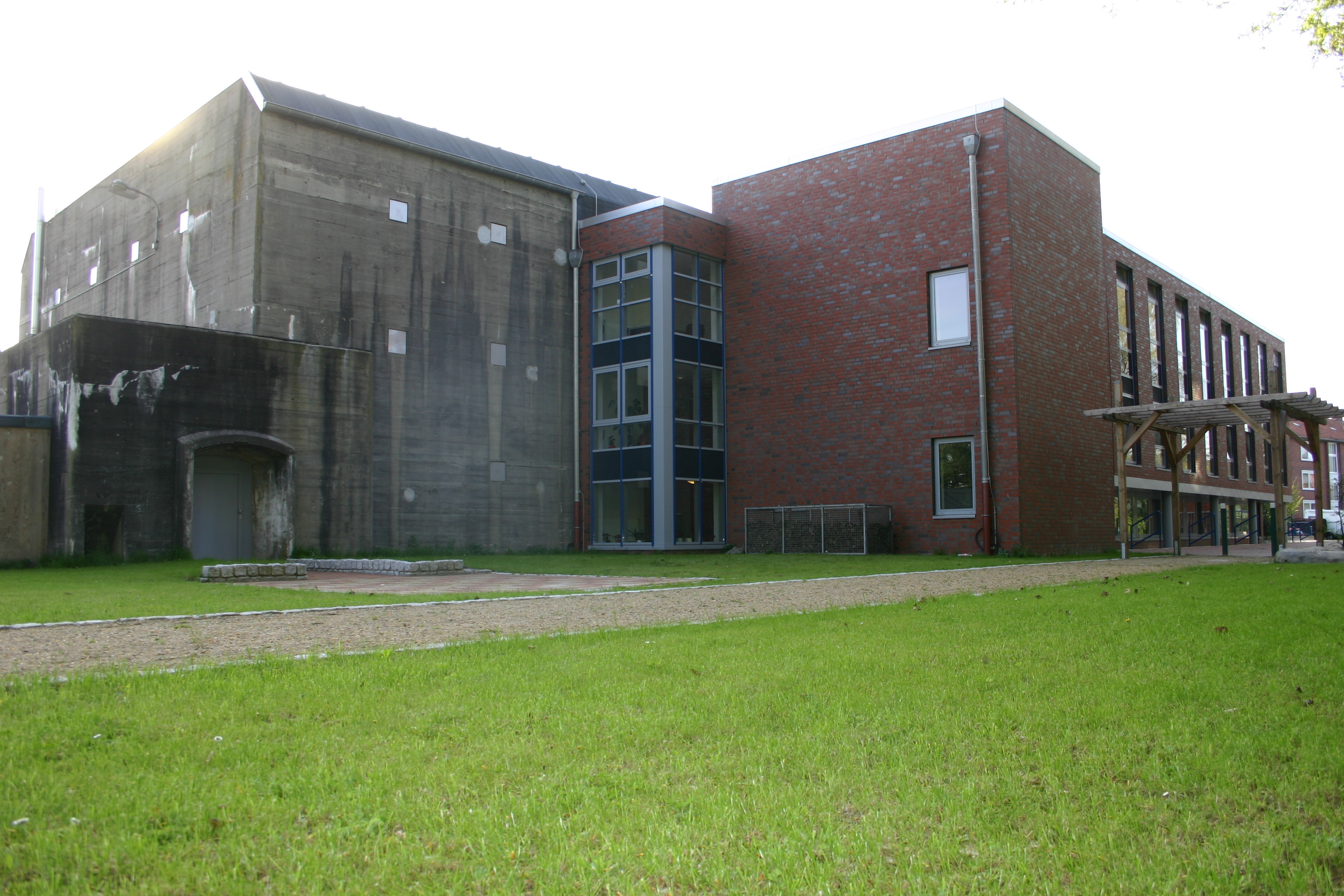
Rückseite des Bunkers Geibelstraße, seinerzeit Admiral-Scheer-Straße: Die Ansicht zeigt den Zustand nach Anbauten durch den Umbau zu einem Stadtteil- und Kulturzentrum im Jahre 2006. Gut zu erkennen sind die mehrstöckige Bauweise und der extra geschützte hintere Eingang.

Beginnend am 1. November 1940 wurden in drei Wellen insgesamt 35 mehrstöckige Luftschutzbunker sowie weitere 141 splittersichere Kleinbunker errichtet. Hinzu kamen privat angelegte Schutzräume, über die jedoch nur noch wenig bekannt ist. Eine mehrstöckige Bauweise war wegen des hohen Grundwasserspiegels in der Marsch notwendig: Nur drei der 35 Bunker bestanden aus lediglich einem Kellergeschoss. Aufgrund des weichen Marschbodens und der hohen Belastung durch das Gewicht der Stahlbetonbauten war es zudem notwendig, aufwändige Pfahlgründungen mit Holzpfählen vorzunehmen. Am 14. Juni 1941 wurde der erste, 450 Personen fassende Bunker an der Lienbahnstraße im Stadtteil Klein-Faldern freigegeben. Bis Dezember 1941 wurden elf größere Bunker fertiggestellt. Behindert wurden die Bauarbeiten häufiger durch Engpässe beim Material und bei den Maschinen. So konstatierten die städtischen Planer beim Bau des Krankenkassen-Bunkers bei den Baggerleistungen zwischen dem 19. und 28. Februar 1941 alleine 376 Leerlaufstunden.
Bis zum August 1942 hatten die beauftragten Baufirmen – zum Teil aus Emden und Leer, zum Teil von außerhalb Ostfrieslands – 23 Luftschutzbunker mit über 12.700 Liege- und Sitzplätzen fertiggestellt. Im Sommer 1942 hatte Oberbürgermeister Renken bereits in einer Aktennotiz vermerkt, dass die 12.700 Plätze in etwa einem Drittel der Einwohnerschaft entsprächen, im Vergleich zu etwa zehn Prozent in anderen Städten des Luftschutz-Führerprogramms. Da die Luftschutzbunker jedoch zumeist mehr Menschen aufnahmen als die angegebene Kapazität auswies, stand für nahezu die gesamte Bevölkerung Luftschutz zur Verfügung.
Einer der Luftschutzbunker dieser zweiten Welle, der an der Emsmauerstraße in der Innenstadt, war für 1186 Personen ausgelegt und der größte der Emder Bunker. In ihm befand sich bis Kriegsende auch die Befehlsstelle für Oberbürgermeister Renken, der in dieser Funktion zugleich der örtliche Luftschutzleiter war. Bis Ende 1942 waren sämtliche 35 Luftschutzbunker fertiggestellt. Lediglich der Bau des Bunkers Küstenbahnstraße zog sich noch bis zum Frühjahr 1943 hin.
Direkte Bombendurchschläge hat es in den Emder Bunkern, soweit bekannt, nicht gegeben. Eine Ausnahme bildete ein noch im Bau befindlicher Bunker im Stadtteil Port Arthur/Transvaal, der am 23. Juni 1942 einen Volltreffer erhielt, der zum Einsturz der Decke führte. Dabei starben fünf Personen, 145 überlebten. Wohl aber gab es mehrere Nahtreffer bei Bunkern, die zu Rissen in der Außenhaut führten.

### Luftkrieg, Alltagsleben und der 6. September 1944
Wie im übrigen Reichsgebiet brachte der Krieg auch in Emden Einschränkungen bei der Versorgung mit Gütern des täglichen Bedarfs mit sich. Lebensmittel gab es zum größten Teil nur auf Karten, wie in ganz Ostfriesland wurde auch in Emden die drastische Reduzierung der Versorgung mit dem geliebten Tee beklagt. In einer landwirtschaftlich produktiven Umgebung wie Ostfriesland gab es dennoch Möglichkeiten, die Versorgung mit Nahrungsmitteln aufzubessern, zumal in den Stadtrandbereichen noch viel Landwirtschaft betrieben wurde. Auch hielten sich viele Familien eigene Nutztiere, wie sich eine Zeitzeugin erinnerte.

„Mein Mann züchtete Kaninchen, und wir mästeten auch noch ein Schwein. Wenn das geschlachtet wurde, durften wir einen Teil davon behalten, einen Teil mußten wir zur „Volksversorgung“ abgeben. „Schwarzschlachten“ war ja bei Strafe verboten. Der Schlachter aus Jarßum, der das Schwein schlachtete, taxierte es extra etwas niedriger ein, so daß wir mehr behalten durften. Der bekam dann natürlich auch ein Stück Schweinefleisch ab.“

Zu den ersten Luftangriffen gegen Emden, von allen deutschen Seehäfen gegenüber Großbritannien am exponiertesten gelegen, kam es bereits 1940. Bis Kriegsende summierte sich die Zahl der Angriffe auf 80; die Luftschutzeinrichtungen gaben 1230-mal Fliegeralarm und 938-mal Kleinalarm. Im Juli 1940 fanden nach einem schweren Luftangriff fünf Menschen den Tod, 16 wurden verletzt. Die Evakuierungsmaßnahmen begannen 1941. Emder Schulen wurden geschlossen und die Schüler außerhalb unterrichtet. Die Gauleitung der NSDAP in Oldenburg beabsichtigte sogar, alle Frauen, Kinder und alten Menschen aus der Stadt zu evakuieren, was aber zunächst nicht geschah. Im Rahmen der Erweiterten Kinderlandverschickung verließen allerdings 3500 Frauen und Kinder bis Januar 1942 die Stadt. Bei weiteren Luftangriffen wurden unter anderem die lutherische Kirche in der Innenstadt (am 7. Juni 1942) und die Große Kirche (11. Dezember 1943) zerstört. Nicht nur Stadtkern und Hafen waren Ziel alliierter Bombenangriffe. Da sich in den Dörfern rund um Emden mehrere Flak-Stellungen befanden, waren diese ebenfalls Ziel von Luftangriffen. Jedoch verfehlten die alliierten Bomber häufig aufgrund von Wetterlage, Dunkelheit oder Beschuss durch die Luftwaffe ihr Ziel. So kam es beispielsweise am 7. Juni 1942 zu einem Luftangriff, der unter anderem die Flak-Stellung im Vorort Larrelt zum Ziel hatte. Getroffen wurde neben der Emder Innenstadt jedoch auch der Vorort Twixlum, wo nach Abwurf einer Luftmine acht Menschen ums Leben kamen. Flakbatterie Kalahari
Bereits nach den ersten schweren Luftangriffen auf die Stadt im Jahr 1942 wurden die „nicht berufsgebundenen Männer und Frauen, vor allem Alte, Kranke und Kinder“ aus der Stadt evakuiert. Sie wurden in sogenannten Ausweichlagern untergebracht, die in den ostfriesischen Ortschaften Upgant-Schott und Neermoor sowie in Sögel im Emsland eingerichtet wurden. Es handelte sich um Barackensiedlungen, die von der Organisation Todt errichtet wurden und relativ komfortabel waren. Sie verfügten zudem über Gemüsegärten zur Selbstversorgung. Während der Zusammenhalt unter den Evakuierten als gut galt, wurden sie von der Bevölkerung der betreffenden Ortschaften teils offen abgelehnt.
Die Bombardierungen Emdens hatten Auswirkungen auf das tägliche Leben, die über die bloße Existenzsicherung hinausgingen. Schüler und Lehrer fanden ihre Schulen nach Angriffen zerbombt vor. „Regelmäßigen Schulunterricht hatten wir bald gar nicht mehr“, weiß ein Zeitzeuge, der sukzessive die Kaiser-Friedrich-Schule an der Bollwerkstraße, die Neutorschule und schließlich die Schule in Wolthusen besuchen musste – die Schulen waren nacheinander zerbombt worden. Auch in Wolthusen war Unterricht schließlich nur noch abwechselnd im Gemeindesaal der dortigen Kirche und in der Gastwirtschaft des Wirtes Freesemann möglich.

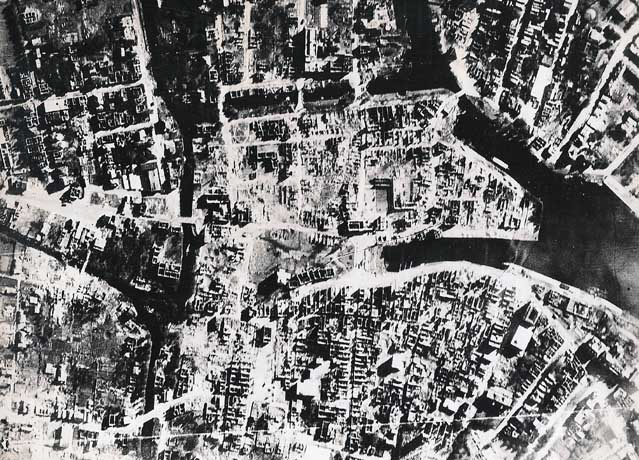
Britische Luftaufklärung vom 8. September 1944 nach dem Luftangriff auf Emden zwei Tage zuvor: Am rechten Bildrand sind der Falderndelft und der Ratsdelft, die beiden frühneuzeitlichen Hafeneinschnitte Emdens, als dunkle Fläche sichtbar. Ziemlich genau in der Bildmitte befindet sich das zerstörte Rathaus.

Die Zerstörung der historischen (Innen-)Stadt im Luftkrieg ereignete sich am 6. September 1944: 181 britische Bomber – 105 vom Typ Halifax und 76 vom Typ Lancaster – näherten sich am Abend ihrem Angriffsziel mit dem Codenamen „Herring“ (Hering). Der Stellvertreter von Arthur Harris, Oberbefehlshaber des RAF Bomber Command, war Air Vice-Marshal Robert Saundby. Der begeisterte Angler versah alle in Auswahl kommenden deutschen Städte mit einem „Fish code“. Als die feindlichen Flugzeuge sich noch zirka 50 Kilometer von Emden entfernt über der niederländischen Insel Terschelling befanden, wurde um 18:09 Uhr Luftalarm ausgerufen, woraufhin sich die große Mehrheit der Einwohner mitsamt Gepäck in die 35 vorhandenen Luftschutzbunker begab. Die ersten Bomben fielen um 18:26 Uhr auf die Stadt. Die alliierten Bomberpiloten warfen aus rund 3000 Metern Höhe rund 11.000 Brandbomben, 300 Phosphorbomben, 1.500 Sprengbomben und 500 Flüssigkeitsbomben ab. Die Flammen fanden vor allem in den zahlreichen, teils mehrere hundert Jahre alten Gebäuden innerhalb des Wallrings reiche Nahrung.
Feuerwehren aus Emden und aus dem gesamten ostfriesischen Raume versuchten vergebens, die Flammen einzudämmen. Am folgenden Tag zog Oberbürgermeister Renken eine vorläufige Bilanz: Es hatte 46 Tote gegeben, darunter sechs ausländische (Zwangs-)Arbeiter. Etwa 3.400 Wohnungen waren völlig zerstört, mehr als 700 schwer und etwa 400 leicht beschädigt. Diese Angaben waren jedoch nur vorläufig, bereits in der Sitzung des Stadtrates am 18. Oktober 1944 mussten die Zahlen korrigiert werden. Demnach waren von den etwa 10.200 Wohnungen, über die Emden bei Kriegsbeginn verfügte, ungefähr 8.000 zerstört. In den verbleibenden Wohnungen sowie in den Luftschutzbunkern drängten sich die zu jenem Zeitpunkt noch übriggebliebenen etwa 20.000 Einwohner. Zerstört wurden auch das Rathaus, das Krankenhaus, bis auf die Baptistenkirche sämtliche Kirchen der Innenstadt, soweit sie nicht schon vorher bombardiert worden waren, und die meisten Schulen. Die Wirtschaftsbetriebe im Hafen hingegen wurden kaum getroffen.
Oberbürgermeister und Parteileitung forderten daraufhin alle nicht berufstätigen Einwohner auf, die Stadt zu verlassen. In den ländlichen Gemeinden in Emdens Umgebung, aber auch in mehreren Städten Ostfrieslands, wurden Ausweichlager eingerichtet; teils kamen Emder auch privat bei anderen Familien unter. Der Wehrmachtbericht vom 7. September 1944 fasste die Zerstörung der Stadt in zwei Sätzen zusammen: „Feindliche Bomber führten unter Wolkenschutz einen Terrorangriff gegen Emden. Es entstanden Schäden an Gebäuden und Verluste unter der Bevölkerung.“ Die nationalsozialistische Ostfriesische Tageszeitung veröffentlichte am 8. September einen Kommentar mit der Überschrift „Mit zusammengebissenen Zähnen weiter!“ und lobte in der Ausgabe vom 11. September, in Leer, Norden, Aurich oder Wittmund hätten „alle geradezu gewetteifert in ihrem Bestreben, zu helfen und Not zu lindern. Viele Zehntausende Butterbrote sind in den Kreisen in den Tag- und Nachtstunden geschmiert (…) worden, um den Volksgenossen der schwer geprüften Stadt zu helfen.“ Das Reichsernährungsministerium hatte den Einwohnern der Stadt eine zusätzliche Fleischration von 50 Gramm pro Kopf und Woche für die Dauer von vier Wochen genehmigt.

### Kriegsende

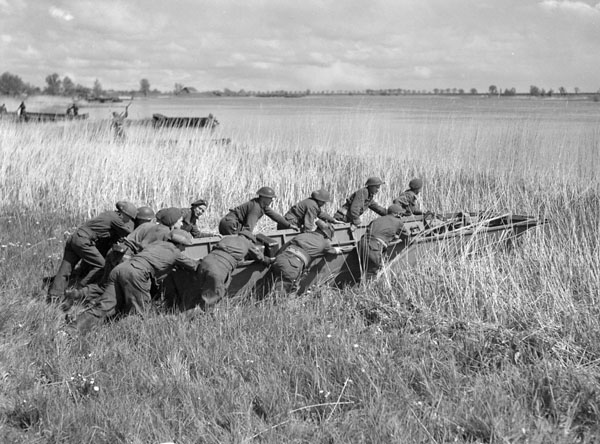
Soldaten der 3. kanadischen Infanteriedivision lassen bei ihrem Vormarsch auf die Stadt südlich von Emden ein Sturmboot in die Ems

Emden wurde am 1. März 1945 zur Festung erklärt. Festungskommandant wurde Kapitän zur See Axel von Bleßingh. Anfang April zog ein Großteil der noch verbliebenen Emder Bevölkerung aus der Seehafenstadt fort: mit Fuhrwerken, Fahrrädern, per Bahn in Richtung Norden oder zu Fuß. In vielen Betrieben kam die Arbeit vollständig oder nahezu vollständig zum Erliegen. Die Emder Einwohnerschaft fürchtete den von der NS-Propaganda ausgerufenen „Kampf bis zum letzten Blutstropfen“. Während ihres Vormarsches durch die Niederlande warfen alliierte Flugzeuge in der Nacht vom 13. auf den 14. April über Emden rund 500.000 Flugblätter folgenden Inhalts ab:

„An die Arbeiter und Verwaltungsangestellten in Emden! Die Alliierten bedrohen jetzt Eure Stadt. Die deutschen Heere im Westen sind in Auflösung. Die größte Gefahr für die Zukunft Eurer Stadt droht Euch in diesen letzten Kriegswochen von Fanatikern, die im letzten Augenblick versuchen werden, Euren Hafen unbrauchbar zu machen. Die Macht der Männer hinter diesen Fanatikern ist im Schwinden. Mit Eintreffen der alliierten Armeen wird sie ganz zerbrochen sein. Von Eurem Verhalten in diesen Tagen hängt es ab, ob Euer Hafen dann sofort wieder in Betrieb genommen werden kann.“

Der Aufruf verfehlte seine Wirkung nicht. Trotz Durchhalteparolen und Androhung von Gewalt versammelten sich unmittelbar bei Kriegsende Bürger vor dem Bürgermeisterbüro, um das Stadtoberhaupt und die militärischen Verantwortlichen zur kampflosen Übergabe (Offene Stadt) zu bewegen.
Der 80. und letzte Luftangriff auf Emden erfolgte am 25. April 1945 gegen 9:20 Uhr, dabei starben zwei Zivilisten und ein Marinesoldat. Nachdem kanadische Truppen, unterstützt durch nationalpolnische Einheiten, am 18. April die deutsch-niederländische Grenze bei Bunde überschritten und Leer am 29. April erobert hatten, stießen sie weiter auf Emden vor. Die Sprengung von Brücken östlich von Emden vermochte den Vormarsch der alliierten Truppen nur kurzfristig aufzuhalten. Am 4. Mai unterzeichnete Hans-Georg von Friedeburg bei Lüneburg im Auftrag des letzten Reichspräsidenten Karl Dönitz, der sich mit der letzten Reichsregierung nach Flensburg-Mürwik abgesetzt hatte, die Teilkapitulation der Wehrmacht für Nordwestdeutschland, Dänemark und die Niederlande. Am 5. Mai 1945 übergab der Oberleutnant Hans Schulte auf Befehl des Kommandanten von Bleßingh die Stadt Emden auf einer Brücke über die Reichsstraße im Vorort Petkum, mit Weißer Fahne in der Hand und begleitet von einem Feldwebel und einem Unteroffizier an die Kanadier.

## Nachkriegsgeschichte

### Juristische Aufarbeitung
Im Zuge der Entnazifizierung wurde in der Region bis Januar 1946 ein vergleichsweise hoher Anteil von 60 Prozent der Beamten und Angestellten des öffentlichen Dienstes aus dem Amt entfernt. Auf einer Konferenz der Militärregierung mit dem Regierungspräsidium in Aurich wurde bereits im Mai 1945 bekanntgemacht, dass alle Beamten, Arbeiter und Angestellten, die vor April 1933 NSDAP-Mitglied geworden waren, aus dem öffentlichen Dienst ausscheiden müssten. Bis Juli 1945 wurden 96 Emder Beamte und Angestellte vom Dienst suspendiert. Im Januar 1946 lag der britischen Militärregierung ein Bericht vor, wonach 80 Personen in Emden wegen aktiver NSDAP-Mitgliedschaft aus dem Dienst entlassen worden seien. Zu einer generellen Entlassung aller NSDAP-Parteimitglieder, also insbesondere auch der weniger bis gar nicht aktiven, kam es hingegen nicht.
Der bei Kriegsende noch amtierende Oberbürgermeister Carl Renken weigerte sich zunächst, seinen Platz zu räumen, und verwies darauf, dass er wesentlich an der friedlichen Übergabe der Stadt beteiligt war. Am 16. Mai wurde er von der Militärregierung jedoch seines Amtes enthoben. Das Entnazifizierungsverfahren endete 1949 damit, dass er wieder in der Verwaltung arbeiten durfte. Er klagte daraufhin auf Wiedereinstellung in der Emder Stadtverwaltung, was diese ablehnte. Ein langes Verfahren vor dem Landesverwaltungsgericht in Oldenburg endete 1953 damit, dass Renken Recht bekam. Er starb jedoch bereits ein Jahr später. Seine Witwe allerdings klagte – ebenfalls erfolgreich – ihren ererbten Pensionsanspruch ein. Das Gericht verwies darauf, dass Renkens Pensionsansprüche 1945 nicht erloschen seien. Ein nach Auffassung des Historikers Dietmar von Reeken „relativ mildes“ Urteil vor dem Entnazifizierungsausschuss erreichte auch der Emder NSDAP-Gründer, zeitweilige Kreisleiter und SA-Führer sowie Tageszeitungsjournalist Johann Menso Folkerts: Er wurde in Kategorie IV (Mitläufer) eingestuft. Nach dem Verfahren orientierte er sich beruflich um und arbeitete bei einer Bausparkasse in Leer.

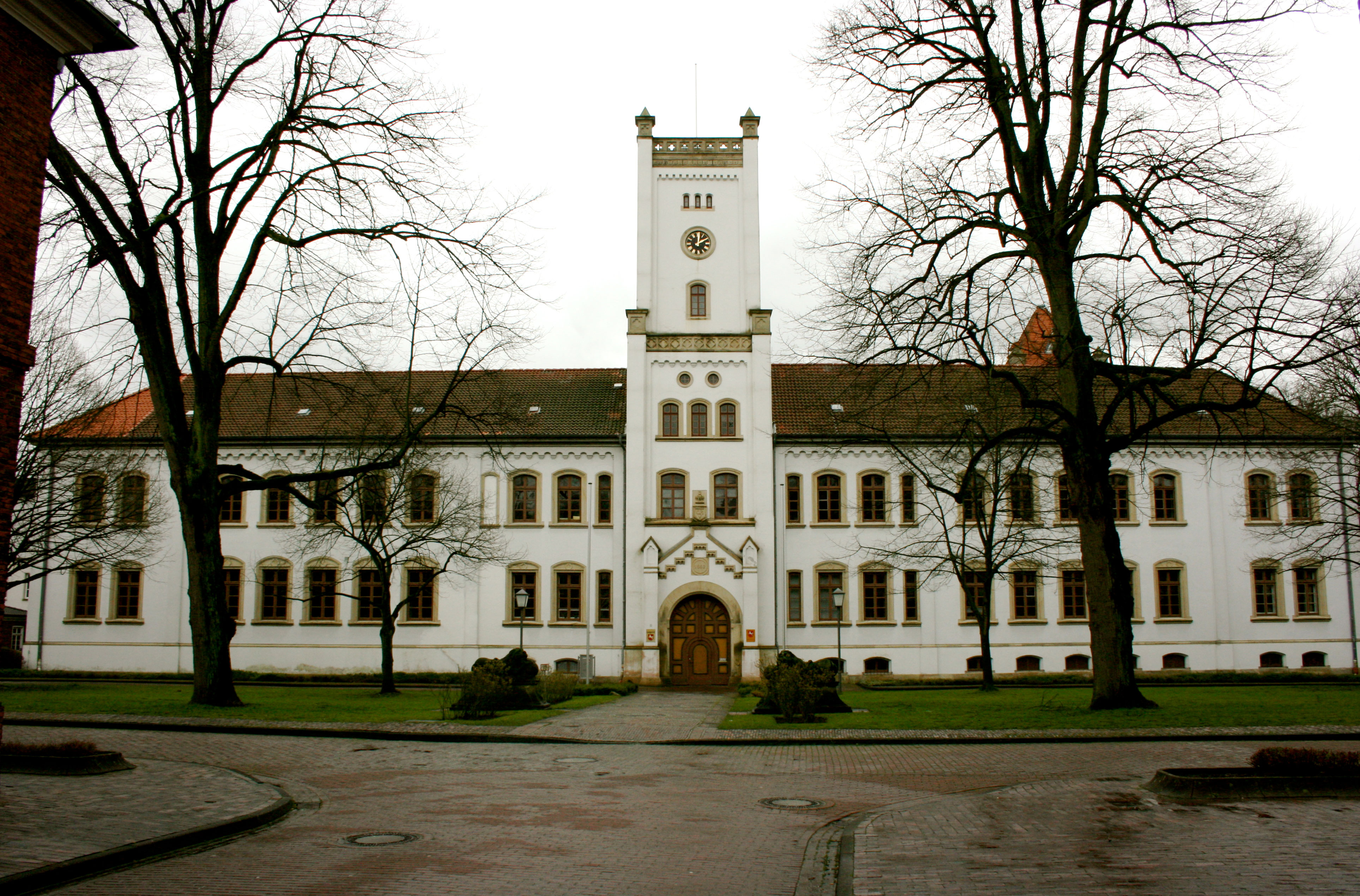
Die Prozesse in Zusammenhang mit den Ereignissen um die Pogromnacht begannen 1949 vor dem Landgericht in Aurich

Die Staatsanwaltschaft leitete ab 1946 Ermittlungen in Zusammenhang mit den Ereignissen der Pogromnacht ein. Die meisten Verfahren stellte sie allerdings nach kurzer Zeit wieder ein. Ab 1949 mussten sich 40 mutmaßlich an den Ausschreitungen Beteiligte vor dem Landgericht Aurich verantworten. 17 sprachen die Richter frei. Die mit drei Jahren und vier Monaten höchste Strafe erhielt der NSDAP-Kreisleiter Bernhard Horstmann. Dabei rechnete ihm das Gericht die bereits verbüßte Internierungszeit an. Milde war auch das Urteil im Falle des in der Nacht zum 10. November 1938 erschossenen Schlachters Daniel de Beer: Es gelang der Staatsanwaltschaft nicht, dem angeklagten SA-Mann die Tat nachzuweisen. Die Richter verurteilten ihn daraufhin wegen „Freiheitsberaubung mit Todesfolge“ zu fünf Jahren Zuchthaus.
Ab 1947 kam es im Zuge der weiteren Entnazifizierungsverfahren zu einem Umschwung: Da die Briten mehr an einer funktionierenden Verwaltung als an der „richtigen Gesinnung“ interessiert waren, fand eine personelle Restauration statt. Viele Beamte und Angestellte des gehobenen und höheren Dienstes wurden wieder eingestellt oder bekamen eine Tätigkeit in einer anderen öffentlichen Verwaltung. Beim Abschluss der Entnazifizierungsverfahren 1951 legte das Regierungspräsidium in Aurich eine Statistik vor, nach der ostfrieslandweit 19 Beamte wegen ihrer früheren politischen Tätigkeit amtsenthoben worden waren, fünf von ihnen wurde jedoch später eine Wiedereinstellung gewährt. Drei Beamte waren in die Kategorie III (Minderbelastete) eingestuft worden, vier in die Kategorie IV (Mitläufer). Das Gros hingegen erhielt die Kategorisierung V (Entlastete). Von ihnen hatte allerdings auch niemand der Parteielite der NSDAP in Ostfriesland angehört.
Entlastet wurden großteils ebenfalls die Verantwortlichen in der Wirtschaft. Der Direktor „einer bekannten Emder Firma“ brachte seine Haltung so auf den Punkt: „Ich habe im Kaiserreich, in der Republik und im Dritten Reich meine Pflicht getan und werde dies in gleicher Weise unter einer neuen bzw. unter der Militärregierung tun.“ Der Historiker Dietmar von Reeken urteilte, dass 1945 ebenso wie bereits 1933 „in vielen (…) Organisationen der Emder Wirtschaft (die personelle Kontinuität) dominierte (…).“ Zu den bekannteren Ausnahmen gehörte der Vorsitzende des Gemüsebauvereins Lüppo Bakker, der während der NS-Jahre zugleich Bezirksbauernführer war. Er wurde gezwungen, sein Amt niederzulegen. Die Emder Vertreter in der regionalen IHK wurden ebenfalls zum Großteil ausgewechselt. Zum Präsidenten wählten die Mitglieder Hendrik Fisser, der früher von den Nationalsozialisten bekämpft worden war, aber sein Amt behalten hatte. Während die meisten Urteile in den Entnazifizierungsprozessen einstimmig gefällt wurden, war dies beim seit 1940 amtierenden Hauptgeschäftsführer der IHK, Harald Plambeck, anders: Er wurde zunächst in Kategorie IV eingestuft, im Berufungsverfahren hingegen in Kategorie V, allerdings nur mit einer Mehrheit von 8:7 Stimmen. Dabei werden möglicherweise Aversionen von Unternehmern gegenüber Plambeck eine Rolle gespielt haben, zumal er 1940 als 27-Jähriger sein Amt angetreten hatte und teils für zu unerfahren angesehen wurde.
In anderen Interessenorganisationen hingegen blieben die während der NS-Zeit amtierenden Vorsitzenden auf ihrem Posten – teils jedoch auch Personen, die bereits vor 1933 in ihren Interessenvereinigungen an herausragender Stelle aktiv waren. Im Amt blieben mindestens sieben Obermeister der Handwerker-Innungen, der Vorsitzende der Kreishandwerkerschaft, Vertreter des Hotel- und Gaststättengewerbes ebenso wie des Landesverkehrsverbands und des Haus- und Grundbesitzervereins. Auch die Leiter der führenden Emder Hafenfirmen hielten sich in ihren Positionen. Zwar mussten sich mehrere der Wirtschaftsvertreter vor dem Entnazifizierungsausschuss verantworten, dass Gefängnisstrafen verhängt worden wären, ist jedoch nicht bekannt. Der wohl prominenteste (und zugleich der erste) Wirtschaftsvertreter Emdens, der vor einem Ausschuss auftreten musste, war der ehemalige Direktor der Nordseewerke, Bruno Moeller, der zugleich Wehrwirtschaftsführer und SA-Obertruppführer gewesen war. Er wurde im Entnazifizierungsverfahren in die Kategorie IV eingestuft. Bei dieser Beurteilung wurde die „anscheinend relativ gute Behandlung von Kriegsgefangenen und ausländischen Zivilarbeitern“ auf den Nordseewerken berücksichtigt. Zudem sei seine Tätigkeit als Direktor der Nordseewerke eine „unpolitische“ gewesen. Moeller wurde zu einer Geldstrafe von 500 DM verurteilt.
Eine große Rolle spielten während der Entnazifizierungsprozesse die sogenannten Persilscheine. Nicht nur lutherische und reformierte Pastoren waren bereit, entlastende Erklärungen über Personen abzugeben. Insbesondere im Bereich der Wirtschaft ließen sich Unternehmer, Geschäftsführer und Funktionäre von Berufskollegen diese „politischen Unbedenklichkeitserklärungen“ ausstellen: „(…) In Emden entlasteten sich die Leiter der wichtigsten Firmen gegenseitig; in einem Fall wurde sogar eine Sammelerklärung aller großen Emder Unternehmen abgegeben.“ Aber auch die von den Alliierten ernannte neue Stadtvertretung setzte sich wiederholt für Unternehmer, die für das Wirtschaftsleben der Stadt vor und nach dem Krieg von Bedeutung waren, ein.

### Politischer Neubeginn
Als künftigen Oberbürgermeister hatten die Alliierten den früheren DDP-Politiker Frickenstein auserkoren. Schon frühzeitig hatten sie Kontakt zu ihm aufgenommen, vermutlich über seinen engen Freund und politischen Weggefährten Jann Berghaus. Am 18. Mai zog Frickenstein als ernannter Oberbürgermeister in die Emsschule ein, die als provisorisches Rathaus diente. Schnell verstand Frickenstein es, den Besatzern klarzumachen, dass er alleine die weitreichenden Entscheidungen zum Wiederaufbau der Stadt nicht treffen könne und wolle. Der Kommandeur Newroth gestattete ihm daraufhin, geeignete Bürger vorzuschlagen, wobei Frickenstein auf antifaschistische Politiker der Weimarer Republik zurückgriff. Er schlug als Senator den Sozialdemokraten Hinderk Brayer und den Kommunisten Gustav Wendt, der seine Inhaftierungen überlebt hatte, vor. Somit standen an der Spitze der ernannten Stadtvertretung Politiker der drei Weimarer Parteien DDP, SPD und KPD.

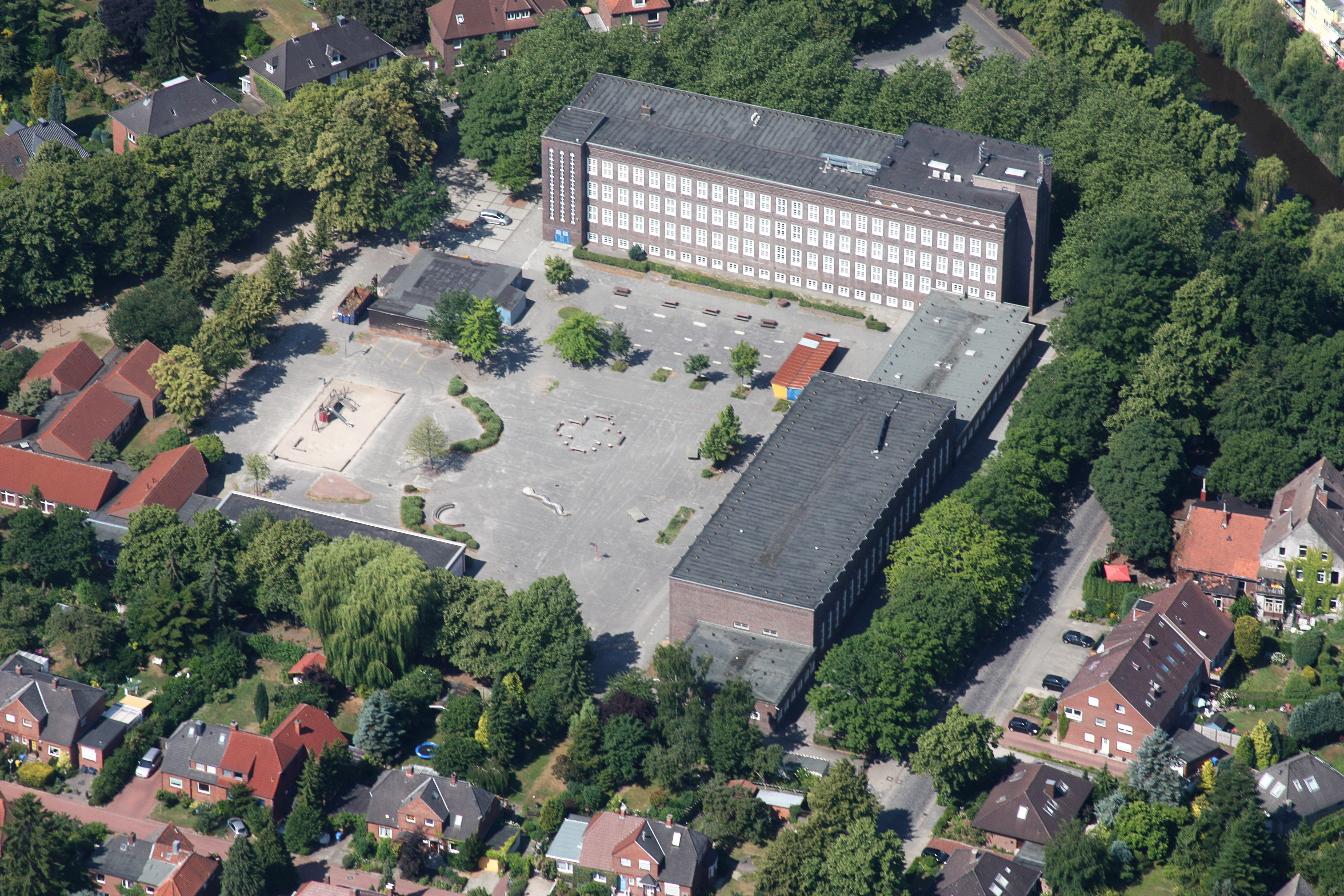
In der Herrentorschule kam am
7. Dezember 1945 die erste ernannte Stadtvertretung zusammen

Die Mitglieder der ersten, von den Alliierten ernannten Stadtvertretung kamen erstmals am 7. Dezember 1945 in der Herrentorschule zusammen. Viele von ihnen waren von Frickenstein persönlich angesprochen worden, ob sie sich vorstellen könnten, im Rat Verantwortung für die Geschicke der Stadt zu übernehmen – wobei dieser ersten ernannten Stadtvertretung jedoch nur beratende Funktionen zugebilligt wurden. Andere wiederum wurden von Bürgern beim alliierten Stadtkommandanten vorgeschlagen. Die Bedingung der Alliierten, dass sich keine Nationalsozialisten darunter befinden durften und die Mitglieder im Idealfall sogar ausgewiesene Gegner der NSDAP waren, erfüllten alle Beteiligten. Als das von den Briten neu eingeführte Amt des Oberstadtdirektors zu besetzen war, entschieden sich die Ratsmitglieder für den Sohn des Senators Hermann Neemann, Karl Neemann. Der kurz zuvor aus sowjetischer Kriegsgefangenschaft heimgekehrte Neemann junior, ebenfalls überzeugter Antifaschist und während der NS-Zeit aus dem Verwaltungsdienst entlassen, fand trotz seines noch jungen Alters von damals 36 Jahren den Rückhalt der Stadtvertretung und hatte das Amt mehr als zwei Jahrzehnte inne.
Nach der Wiederzulassung der Parteien entstanden auch in Emden erneut Gruppierungen der SPD und KPD sowie als Sammelbecken für die Liberalen die neu gegründete FDP. Die CDU trat im nördlichen Ostfriesland erst später stärker in Erscheinung. Bereits 1946 hatten sich auch die ersten Gewerkschaften erneut gegründet. Gerade rechtzeitig vor dem 1. Mai 1946 erhielt die Bezirksstelle Emden der Allgemeinen Gewerkschaft ihre Zulassung, am Tag der Arbeit folgte der erste Umzug einer freien Gewerkschaft durch Emden seit 14 Jahren. Die Mitgliederzahl betrug im Juni 1946 bereits 2013, im Herbst 1947 waren es mehr als 6000. Erster Emder Gewerkschaftsführer nach der NS-Zeit wurde der bis 1933 amtierende Emder ADGB-Vorsitzende Hans Susemihl, späterer Oberbürgermeister.
Zum politischen Neubeginn zählte auch die Neuorganisation des ostfriesischen Pressewesens, da die Alliierten bereits weit vor Kriegsende die entscheidende Rolle der Medien bei der Durchsetzung der nationalsozialistischen Ideologie erkannt hatten. Für Ostfriesland, wo zu jener Zeit die Tageszeitung noch das einzige Medium der örtlichen Berichterstattung war, bedeutete dies, dass sämtliche Heimatzeitungen zunächst verboten wurden und ihr Erscheinen einstellen mussten. Dies betraf selbstverständlich auch das NSDAP-Blatt Ostfriesische Tageszeitung. Das 1941 aus Versorgungsgründen eingestellte Blatt der Ostfriesen und seine beiden Vorgängerzeitungen Rhein-Ems-Zeitung und Emder Zeitung blieben ebenfalls verboten. Einziges Medium waren zunächst die Mitteilungsblätter der Alliierten, später Amtliche Nachrichten, in denen nach und nach auch Parteien, Wirtschaftsverbänden und Kirchen redaktioneller Platz eingeräumt wurde. Die erste von den Alliierten lizenzierte Tageszeitung, die auch in Ostfriesland erschien, war die Leeraner Ostfriesen-Zeitung, die ohne historischen Vorgänger war. Die alteingesessenen Tageszeitungen blieben bis zur Gründung der Bundesrepublik verboten, wobei die Alliierten allerdings keinen Unterschied machten, welche politische Ausrichtung die jeweilige Zeitung vor Januar/März 1933 hatte. Erst nach Verabschiedung des Grundgesetzes und der Gründung der Bundesrepublik erschien ab September 1949 die Rhein-Ems-Zeitung erneut, die heute unter dem Namen Emder Zeitung firmiert.

### Gedenken

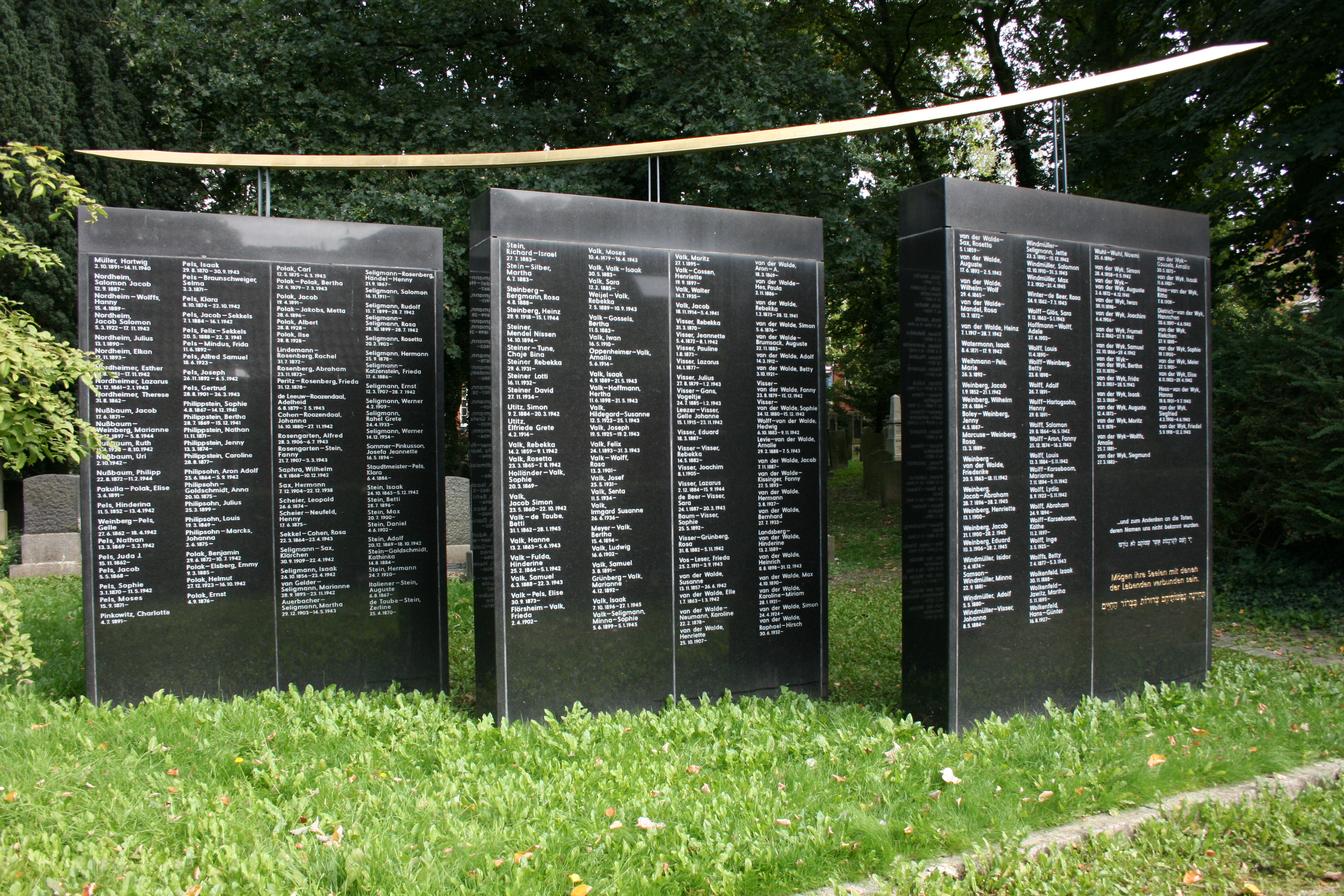
Mahnmal auf dem Friedhof an der Bollwerkstraße

Die Stadt Emden tat sich lange Zeit schwer mit dem nationalsozialistischen Erbe. Im Vordergrund stand dabei zunächst die Erinnerung an den Luftkrieg. Symbol dafür war die am 11. Dezember 1943 zerstörte Große Kirche (heute: Johannes a Lasco Bibliothek), deren Ruine als Mahnmal stehen blieb. Die Beschäftigung mit den zwischen 1933 und 1945 begangenen Verbrechen begann – wie in der gesamten Bundesrepublik – in den 1980er Jahren. 1986 wurde ein erster Gedenkstein am Ort der zerstörten Synagoge aufgestellt. 1990 wurde er durch einen neuen ersetzt.
Es waren vor allem private Initiativen, die die weitere Auseinandersetzung anschoben. Maßgeblichen Anteil daran hat der 1987 gegründete Arbeitskreis Juden in Emden (heute: Max-Windmüller-Gesellschaft). Im Herbst 1989 beschloss der Rat der Stadt auf Anregung des Arbeitskreises die Errichtung einer Gedenkstätte auf dem jüdischen Friedhof, die Landesrabbiner Henry Brandt aus Hannover im Beisein von etwa 50 ehemaligen jüdischen Bewohnern Emdens einweihte. Auf dem Mahnmal, bestehend aus drei hintereinander angeordneten Tafeln, sind die Namen von 465 ermordeten Emder Juden aufgeführt. Ein weiterer, kleinerer Gedenkstein befindet sich an der Stelle des alten jüdischen Friedhofs im Stadtteil Tholenswehr. An der Bollwerkstraße im Stadtzentrum, wo sich früher die Synagoge befand, wurde eine Stele errichtet. Ebenfalls an der Bollwerkstraße befindet sich der jüdische Friedhof. Ein Modell der Synagoge befindet sich seit 1994 im Ostfriesischen Landesmuseum. Am 8. November 1998 benannte die Stadt Emden die Webergildestraße, die von 1852 bis 1933 Judenstraße hieß, zu Ehren des jüdischen Widerstandskämpfers in Max-Windmüller-Straße um.
Seit 2012 beteiligt sich die Stadt Emden am Projekt Stolpersteine. Am 14. Oktober 2012 verlegte der Initiator, der Künstler Gunter Demnig, die ersten 25 Stolpersteine vor Häusern im Stadtzentrum. Sie erinnern an deportierte Juden und an kommunistische Widerstandskämpfer.
Das Bunkermuseum Emden befasst sich mit der Geschichte des Bunkerbaus in der Stadt, mit dem Alltagsleben während des Krieges, mit Verfolgung, Terror, Deportation und Zwangsarbeit. Eröffnet wurde das Museum am 6. Mai 1995, dem 50. Jahrestag der Übergabe der Stadt an die alliierten Truppen, im Beisein von Piloten aus den Geschwadern, die die Stadt 1944 bombardierten. Eine Gedenktafel im Eingangsbereich erinnert an die mindestens 415 Bombentoten aus Emden.
Das 1985 im Auftrag der Stadt aufgestellte Mahnmal für die Widerstandskämpfer gegen Faschismus und Krieg steht in der kleinen Brückstraße in unmittelbarer Nähe des Rathauses (heute: Ostfriesisches Landesmuseum Emden). Es enthält auf drei Tafeln neben einem Text von Bertolt Brecht Auszüge aus der am 8. Mai 1985 von Richard von Weizsäcker vor dem Bundestag gehaltenen Rede Zum 40. Jahrestag der Beendigung des Krieges in Europa und der nationalsozialistischen Gewaltherrschaft. Die dreieckige Form der Stele soll an die Kennzeichnung der Häftlinge in den Konzentrationslagern erinnern.
An den Berufsbildenden Schulen I gibt es seit dem 20. Juli 2005 ein Denkmal, das dem Gedenken an die Zwangsarbeiter, die während des Zweiten Weltkrieges nach Emden verschleppt wurden, gewidmet ist. In unmittelbarer Nähe des Denkmals befanden sich in der Zeit des Nationalsozialismus die sogenannten Früchteburg-Lager.
Auf dem Friedhof Tholenswehr erinnert ein im November 2011 aufgestellter Gedenkstein an fünf ukrainische Zwangsarbeiter, die am 26. Januar 1944 in der Ziegeleistraße gehenkt wurden, nachdem sie des Diebstahls von Lebensmitteln bezichtigt worden waren. Die Aufstellung des Denkmals geht auf eine Privatinitiative zurück. Die Kosten für das Aufstellen und die Pflege übernahm die Stadt. In unmittelbarer Nähe gibt es eine weitere Gedenkstätte, die an sieben Kinder von Zwangsarbeitern erinnert, die Ende 1944, Anfang 1945 starben. Als Todesursache wurden seinerzeit Ernährungsstörungen angegeben. Den Beschluss zur Aufstellung fasste der Stadtrat nach einem gemeinsamen Antrag aller Fraktionen am 26. Juni 2008 einstimmig.
Neben der erwähnten Max-Windmüller-Straße wurden weitere Straßen in Emden nach Personen benannt, die den Nationalsozialismus in verschiedenen Formen bekämpften oder unter ihm litten. Im Stadtteil Borssum gibt es neben Straßen, die nach Wilhelm Leuschner und Hans Böckler benannt sind, auch eine Edo-Fimmen-Straße zu Ehren des Transportgewerkschaftlers, der Kontakte zu Kommunisten im Emder Hafen herzustellen half. Im Stadtteil Port Arthur/Transvaal erinnert eine Straße an den reformierten Pastor Hermann Immer, der sich für inhaftierte Kommunisten einsetzte. Der Platz vor dem Hauptgebäude der Stadtverwaltung ist nach dem Weimarer DDP-Politiker und ersten Nachkriegsoberbürgermeister Georg Frickenstein benannt.
In der städtischen Erinnerungskultur spielt der 6. September (1944) eine zentrale Rolle. Sichtbar wurde dies durch die bewusste Wahl dieses Datums bei der Einweihung des in den Jahren 1959 bis 1962 wiederaufgebauten Rathauses: Sie erfolgte am 6. September 1962, also genau 18 Jahre nach der Zerstörung des Gebäudes. Auch die Wiedereröffnung (nach Umbau) des im Rathaus untergebrachten Ostfriesischen Landesmuseums fand an einem 6. September (2005) ihren Abschluss. Der Emder Kaufmann und NS-Zeitzeuge Bernhard Brahms, der unter anderem die Erhängung ukrainischer Zwangsarbeiter und die Bombardierung seiner Heimatstadt miterlebte und für die Nachwelt aufzuarbeiten half, stiftete dem Emder Rathaus ein Glockenspiel, auf dem am 6. September 2000 Beethovens Ode an die Freude erstmals erklang. Im Gegensatz zu der Mehrzahl der Glocken weltweit ertönen die Emder Rathausglocken in Dur statt in Moll – nach Brahms’ eigenen Worten aus dem Wunsch heraus, „helle Töne zu hören“.

## Historiografie
Die Zeit des Nationalsozialismus wurde in der ostfriesischen Historiografie erst mehrere Jahrzehnte nach Kriegsende ausführlich behandelt, was auch für die Geschichte der Stadt Emden gilt. Noch in der als Standardwerk geltenden dreibändigen Geschichte der Stadt Emden, herausgegeben zwischen 1980 und 1994 in der zwölfbändigen Reihe Ostfriesland im Schutze des Deiches von der Deichacht Krummhörn, wurde die Zeit des Nationalsozialismus nur knapp behandelt. Aus der Feder des früheren Leiters des Staatsarchivs Aurich, Walter Deeters, stammt darin der Abschnitt über die Geschichte der Stadt zwischen 1890 und 1945. Die Zeit des Nationalsozialismus wurde in dem 1980 erschienenen Werk auf 10 von 54 Seiten (60 inklusive Anhangapparat) in dem insgesamt 502 Seiten umfassenden Werk abgehandelt. Zu berücksichtigen ist dabei, dass das Staatsarchiv Aurich in jener Zeit erst nach damals aktuellen wissenschaftlichen Standards überarbeitet wurde. Deeters „(machte) – in Ostfriesland zu dieser Zeit noch keineswegs üblich – auch die NS-Akteure namhaft (…), und zwar unter Verzicht auf jede prosekutorische Attitüde“, so die Würdigung Deeters’ durch den Historiker Martin Tielke.
Die Zeit des Nationalsozialismus erfuhr in der Historiografie Ostfrieslands seit den späten 1970er-Jahren vermehrt Aufmerksamkeit. Als eines der ersten Werke kann diesbezüglich Ostfriesland. Biografien aus dem Widerstand. (Onno Poppinga/Hans Martin Barth/Hiltraut Roth, Frankfurt am Main 1977) gelten, das auf die Methode der Oral History zurückgreift und insbesondere auf den kommunistischen Widerstand in Ostfriesland eingeht. In den späten 1970er-Jahren entstand zudem aus Kursen an ostfriesischen Volkshochschulen, darunter insbesondere auch der Emder, die Beschäftigung mit der Geschichte der Juden in Ostfriesland. Eines der ersten Ergebnisse in Ostfriesland, die aus dieser Aktivität hervorgingen, war das Werk Goldene und andere Zeiten (Marianne und Reinhard Claudi, Emden 1982), das die Zeit des Nationalsozialismus in Emden ausführlich behandelte.
In den späten 1980er- und 1990er-Jahren veröffentlichte die Ostfriesische Landschaft in Aurich in ihrer Reihe Abhandlungen und Vorträge zur Geschichte Ostfrieslands mehrere Bücher, die sich mit der Zeit des Nationalsozialismus respektive mit der Geschichte der Juden in Ostfriesland befassten. Dazu zählen Die Juden in Esens (Gerd Rokahr, 1987), Frisia Judaica (hrsg. von Herbert Reyer und Martin Tielke, 1988), Kirchenkampf in Ostfriesland 1933–1945 (Hillard Delbanco, 1988), Aurich im Nationalsozialismus (hrsg. von Herbert Reyer, 1990), Die Juden in Emden 1530–1806 (Jan Lokers, 1990), Heimatbewegung, Kulturpolitik und Nationalsozialismus. Die Geschichte der Ostfriesischen Landschaft 1918–1949 (Dietmar von Reeken, 1996), Ostfriesland zwischen Republik und Diktatur (hrsg. von Herbert Reyer, 1998) und Demokratisierungsprozess in Ostfriesland nach dem Zweiten Weltkrieg (Inge Lüpke-Müller, 1998, zugl. Diss., Ruhr-Universität Bochum). Mit Ausnahme des Werkes von Rokahr über die Geschichte der Juden in Esens stellten alle Werke auch historische Gegebenheiten aus Emden dar. Daneben erschienen 1991 aus der Feder von Dietmar von Reeken die 1989 angenommene Dissertation Ostfriesland zwischen Weimar und Bonn (Carl von Ossietzky Universität Oldenburg) und 1999 ein Sammelband Ostfriesland im Dritten Reich mit Ergebnissen eines Kolloquiums der Ostfriesischen Landschaft über die Anfänge der NS-Herrschaft in Ostfriesland.
Seit den 2000er-Jahren wurde die Forschung auf dem Gebiet fortgesetzt. Die vom Stadtarchiv Emden herausgegebene Schriftenreihe setzte sich unter anderem erneut mit der Geschichte der Juden zur NS-Zeit auseinander. 2012 erschien in der Reihe zudem erstmals ein Werk, das sich mit der Geschichte der Zwangsarbeiter in jener Zeit befasste. Aus der privaten Initiative von Dietrich Janßen heraus wurde erstmals ein Buch veröffentlicht, das die Zerstörung Emdens in einem Band zusammenfasste, und auch der im deutschlandweiten Vergleich sehr stark vorangetriebene Bunkerbau wurde in einem eigenen Buch dargestellt, das jedoch wegen der zu erwartenden geringen Verkaufszahl lediglich im Selbstverlag erschien. Autoren waren der frühere Bauingenieur der Stadt Emden, Dietrich Janßen, und der Berliner Bunkerexperte Michael Foedrowitz.
Im generellen Rahmen gut erforschte Teilaspekte des Nationalsozialismus wie beispielsweise der Bereich der NS-Unterorganisationen (SA, HJ, BDM, NSBO und andere) sind für Emden hingegen noch ebenso wenig gründlich erforscht wie die Auswirkungen von NS-Gräueltaten wie der Aktion T4 oder von Zwangssterilisationen auf lokaler Ebene. Auch das Thema Entnazifizierung wurde sowohl in der Dissertation von Inge Lüpke-Müller (1998) als auch in der etwas älteren von Dietmar von Reeken (1989) nur allgemein, jedoch nur wenig mit besonderer Berücksichtigung der handelnden Personen aufbereitet. Die Öffnung weiterer Akten des Niedersächsischen Landesarchivs am Standort Aurich erlaubt inzwischen jedoch tiefere Einblicke als zum Zeitpunkt der Abfassung der genannten Werke. Gleichwohl sind die beispielhaft genannten Teilaspekte noch Desiderate der lokalen Geschichtsschreibung.